# Conservatoire national des arts et métiers
Pour les articles homonymes, voir Arts et métiers et CNAM.
Ne doit pas être confondu avec Arts et Métiers ParisTech, Institut catholique d'arts et métiers ou École catholique d'arts et métiers.
Le Conservatoire national des arts et métiers (Cnam, prononcé [knam]) est un grand établissement d’enseignement supérieur et de recherche français placé sous la tutelle du ministère chargé de l'Enseignement supérieur. Il est dirigé par un administrateur général, nommé par le président de la République pour un mandat de cinq ans, renouvelable une fois.
Fondé par l'abbé Henri Grégoire à Paris le 19 vendémiaire an III (10 octobre 1794) pour « perfectionner l'industrie nationale », il est avec l'École polytechnique et l'École normale supérieure l'une des trois créations de la Révolution française ayant pour but de promouvoir les sciences et les techniques. Héritier de l'esprit des Lumières et des encyclopédistes, le Cnam a, dès son origine, une vocation multidisciplinaire.
Grand établissement d'enseignement supérieur et de recherche, membre de la Conférence des grandes écoles, le Conservatoire national des arts et métiers est l'une des 204 écoles d'ingénieurs françaises accréditées au 1er septembre 2020 à délivrer un diplôme d'ingénieur.
Les formations du Cnam sont destinées : 
- aux cadres en activité dans l'industrie, dans les entreprises et dans les services publics qui souhaitent approfondir leurs connaissances, s'initier à de nouvelles disciplines, préparer un diplôme de bac à bac+8[8] ;
- aux jeunes étudiants en apprentissage, à tout niveau du BAC+1 au BAC+5 ;
- aux étudiants dans des formations internationales en anglais, en licence et master.

Le Cnam abrite en son sein une école d’ingénieurs, créée en 1922, et des instituts délivrant des diplômes autorisant l'exercice de professions réglementées.
Le Cnam forme chaque année environ 50 000 élèves, souvent des actifs, appelés aussi auditeurs, ainsi que de plus en plus d'apprentis.
Le siège du Conservatoire national des arts et métiers est situé à Paris aux 270, 278 et 292, rue Saint-Martin (Paris). Cet ensemble de bâtiments historiques correspond à l'ancien prieuré Saint-Martin-des-Champs. Il abrite le musée des Arts et Métiers autour duquel s'est construite toute l'histoire de l’établissement.
Le Cnam pilote un réseau régional de plus de 200 implantations en France métropolitaine et en outre-mer, ainsi que plusieurs centres à l'international accueillant près de 9 000 étudiants (soit 10 % du total), principalement au Liban (3 800 élèves), au Maghreb et en Afrique francophone (4 000), mais aussi en Asie et en Amérique. L'établissement possède au moins un campus dans chacune des régions françaises.

## Histoire

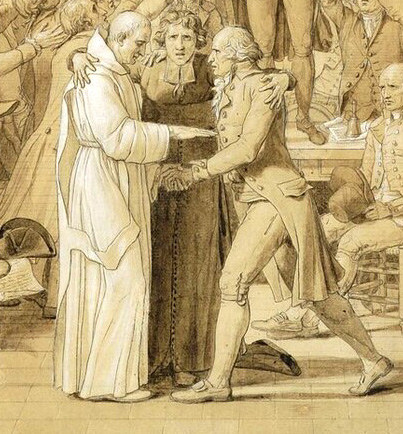
Serment du Jeu de Paume (1789) par David : l'abbé Grégoire, fondateur du conservatoire national des arts et métiers, est représenté au centre.

### Fondation par l'abbé Grégoire en 1794
Le Conservatoire national des arts et métiers est créé au début de la Convention thermidorienne, quelques semaines après l’exécution de Robespierre. L’acte de naissance de la nouvelle institution – un décret de la Convention nationale du 19 vendémiaire an III (10 octobre 1794) – résulte d’un rapport très étayé, en date du 8 vendémiaire an III (29 septembre 1794), établi par Henri Baptiste Grégoire (Vého, 4 décembre 1750-Paris, 28 mai 1831).
Henri Grégoire s’attache particulièrement à la sauvegarde du patrimoine national et à la diffusion de la culture. Il se donne notamment pour but d’engager la Nation dans la voie du progrès, défend le principe d’une souveraineté économique et propose en ce sens l’établissement d’un Conservatoire « pour les arts et métiers ».

« Au nom des comités d’agriculture, des arts et d’instruction publique, je viens vous présenter des moyens de perfectionner l’industrie nationale. »

L'abbé Grégoire envisage de rassembler en un même lieu machines, outils, instruments et dessins avec l'idée de :

« marquer un esprit curieux aussi bien qu'un tableau de maître peut encourager des vocations d'artistes. »

À l’origine, conformément aux décrets des 19 vendémiaire an III (10 octobre 1794) et 9 brumaire an III (30 octobre 1794), des démonstrateurs composent statutairement un triumvirat de direction. Ces trois figures sont : le mathématicien et musicologue Alexandre Théophile Vandermonde ; le physicien Jean Baptiste Le Roy (tous deux membres de l’ex-Académie des Sciences) ; Nicolas Jacques Conté, chimiste et aérostier. Un dessinateur est également désigné : François Beuvelot ; puis un certain Gruvel, en qualité de bibliothécaire. Il s’agit de recevoir des curieux, des artisans, des inventeurs de Paris, de province ou des pays étrangers ; de leur expliquer le fonctionnement des machines sous la forme de démonstrations, exercice qui se pratiquait déjà dans les grands cabinets de physique du Siècle des Lumières, tel celui de l’abbé Jean Antoine Nollet, mais d’une manière encore confidentielle et pour un public privilégié.
Les premières collections du Conservatoire ne sont pas immédiatement fixées en un lieu. Les modèles, notamment les machines et outils conçus par le mécanicien Jacques Vaucanson (1709-1782) et légués par ce dernier au roi Louis XVI, sont déposés à Hôtel de Mortagne sous la responsabilité de Vandermonde. Au Louvre sont entreposées provisoirement les collections scientifiques de l’ex-Académie des Sciences. Plusieurs dépôts parisiens renferment les nombreux objets techniques saisis chez des aristocrates pendant la Révolution. Enfin, dans divers « dépôts littéraires » s’accumulent les ouvrages à caractère scientifique et technique qui constitueront les premiers fonds de la bibliothèque de l’établissement.
Le 22 prairial an VI (10 juin 1798), sur les instances de Grégoire, le Conseil des Cinq-Cents affecte une partie des bâtiments de Saint-Martin-des-Champs à l’établissement du Conservatoire.

### Une institution nationale qui s'enracine sous le Consulat, l'Empire et la Restauration
À la mort de Vandermonde, un président de l'institution est élu le 9 fructidor an IV (26 août 1796). Il s'agit de Jean Baptiste Le Roy. Claude Pierre Molard, nommé secrétaire, y joue dès le début du Consulat un rôle capital, assurant notamment une veille technologique essentielle pour maintenir le Conservatoire dans l’élan de sa vocation primitive. Le 28 vendémiaire an IX, moins d’un mois avant son remplacement par Jean Antoine Chaptal, un arrêté confère à Molard le titre d’« administrateur du Conservatoire des arts et métiers ».
Une « ordonnance du 16 avril 1817 confirme dans son siège directorial Gérard Joseph Christian, l’homme par lequel Louis XVIII peut affranchir le Conservatoire de ses origines républicaines ». Dans le même temps est instauré un premier « conseil de perfectionnement », placé sous la conduite du duc de La Rochefoucauld-Liancourt, pair de France et inspecteur général des écoles d’arts et métiers et du Conservatoire.
Ce conseil se compose de huit personnalités : 
- Jacques Alexandre César Charles, membre de l’Institut ;
- Antoine Marie Héron de Villefosse, membre de l’Institut ;
- Guillaume Louis Ternaux, dit Ternaux aîné, manufacturier ;
- Jean Bernard Tarbé de Vaux-Clairs, maître des Requêtes et inspecteur général des Ponts et Chaussées ;
- Louis Jacques Thénard, membre de l’Institut ;
- Gérard Joseph Christian[18], second directeur du Conservatoire ;
- François Emmanuel Molard, frère de Claude Pierre Molard, qui a, quelques mois durant, assuré l’intérim de la direction, en raison d’une maladie de son frère aîné, mais qui se contente, depuis la nomination de Christian, de la fonction de « sous-directeur »;
- Jean Pierre Joseph d’Arcet, qui n’assiste pas à la première séance de ce conseil.

### Création des trois premières chaires du Cnam
Le 25 novembre 1819, sous l'impulsion du comte Decazes, nouvellement nommé ministre de l’Intérieur, un haut enseignement constitué de trois chaires est créé aux Arts et Métiers : la Mécanique appliquée aux Arts, confiée à Charles Dupin ; la Chimie appliquée aux Arts, confiée à Nicolas Clément Desormes ; l’Économie industrielle, attribuée à Jean Baptiste Say. Il faut entendre ici par « haut enseignement » une manière de distinguer ces nouveaux projets didactiques, assortis d’un appareil théorique développé, de ceux qui les ont précédés au Conservatoire et qui relevaient plus d’une forme d’apprentissage : l’École de Dessin ou « Petite École », créée dès 1798-1799 sous la houlette de François Beuvelot, et l’École de Filature, née au début de l’Empire.
Avec la création des trois premières chaires, le gouvernement confie au Conservatoire la mission d’assurer un enseignement scientifique et technique de qualité, mais toujours dans une optique bien spécifique : la théorie doit être appliquée aux « arts », ce dernier mot désignant alors non pas les beaux-arts, mais bien les arts dits « mécaniques », c’est-à-dire, dans une acception élargie, toutes les techniques qui relèvent du secteur industriel et manufacturier, alors en pleine croissance.
Cet enseignement gratuit, s’adressant à des auditeurs, n’est pas encore diplômant. Il est destiné surtout aux ouvriers, artisans, curieux,[non neutre] « artistes » de tous horizons, souhaitant acquérir un savoir-faire recherché et bénéficier d’une promotion sociale. Contrairement à l’École polytechnique, autre grande école de l’An III, il n’est pas ici question, à cette époque, de former des ingénieurs, mais plutôt des chefs d’atelier, des inventeurs potentiels, des contremaîtres et des entrepreneurs aux connaissances solides.
Au cours du XIXe siècle seront encore créées plusieurs chaires nouvelles, en 1829, 1836, 1839 et bien d’autres encore… Les figures essentielles de cet enseignement seront Claude Pouillet, Arthur Morin et Théodore Olivier, qui tous trois assureront la direction de l’établissement ; mais aussi Louis Wolowski, Anselme Payen, Louis Moll, Joseph Ébelmen, Michel Alcan, Edmond Becquerel, Émile Trélat, Henri Tresca, Jean Persoz, Jean Baptiste Boussingault, ou encore Lucien Magne.
Tandis que, dès la première moitié du XIXe siècle, les collections parfois vieillissantes deviendront des objets vénérables[non neutre] plus que des instruments ou des machines de démonstration, le musée du Conservatoire – aujourd’hui musée des Arts et Métiers – prendra des orientations patrimoniales. Le Conservatoire développera parallèlement aux enseignements, dans la seconde moitié du XIXe siècle, une vocation de recherche et d’expérimentation longtemps écartée de ses missions. La création du Laboratoire national d'essais, en 1901, ou de l’Institut aérotechnique de Saint-Cyr, en 1909, seront quelques-unes des multiples manifestations de cet élargissement des champs de compétence du Conservatoire.

## Missions

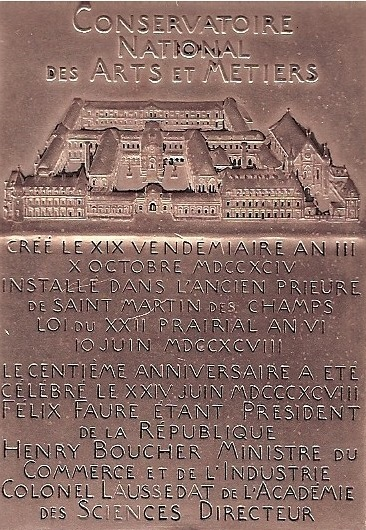
Médaille du Conservatoire national des arts et métiers, Monnaie de Paris.

Le Conservatoire national des arts et métiers est un établissement public de l'État à caractère scientifique, culturel et professionnel, doté, comme le Collège de France, du statut de « grand établissement ». Placé sous la tutelle du ministère chargé de l'Enseignement supérieur, il remplit trois missions :
- la formation tout au long de la vie ;
- la recherche technologique et l'innovation ;
- la diffusion de la culture scientifique et technique.

Deux membres de l'Institut de France siègent de façon permanente au conseil d'administration du Conservatoire national des arts et métiers.
La devise du Cnam est Docet omnes ubique qui signifie « il enseigne à tous et partout » en latin. Il est implanté dans plus de 150 villes en France et à l'étranger.

## Organisation: les seize équipes pédagogiques nationales
Le 7 juillet 2016, le Conseil d'administration a approuvé la modification du règlement intérieur, créant seize équipes pédagogiques nationales (EPN) en lieu et place des écoles Sciences industrielles et technologies de l’information (Siti) et Management et société (MS) :
- EPN 1 - Bâtiment et énergie ;
- EPN 2 - École supérieure des géomètres et topographes (ESGT) ;
- EPN 3 - Électronique, Électrotechnique, Automatique, Mesures ;
- EPN 4 - Ingénierie mécanique et matériaux ;
- EPN 5 - Informatique ;
- EPN 6 - Mathématiques et statistique ;
- EPN 7 - Industries, chimie, pharma et agroalimentaire ;
- EPN 8 - Intechmer ;
- EPN 9 - Économie, finance, assurance, banque (Efab) ;
- EPN10 - Comptabilité, contrôle, audit (CCA) ;
- EPN 11 - Territoires ;
- EPN 12 - Santé, solidarités ;
- EPN 13 - Travail ;
- EPN 14 - Droit et immobilier ;
- EPN 15 - Stratégies ;
- EPN 16 - Innovation.

Le Cnam est membre fondateur en 2010 du Pôle de recherche et d’enseignement supérieur Hésam, avec six autres établissements : Arts et métiers ParisTech, l’École française d’Extrême-Orient, l’École des hautes études en sciences sociales, l’École pratique des hautes études, l'ESCP Europe et l'Université Paris-I Panthéon-Sorbonne.
Devenu une communauté d'universités et établissements en 2013, HeSam Université compte alors neuf membres (Cnam, Arts et métiers ParisTech, École du Louvre, Institut national d'études démographiques, CNRS, École nationale supérieure d'architecture de Paris-La Villette, École nationale supérieure de création industrielle–Les Ateliers, Institut national du patrimoine, Institut national d'histoire de l'art) et six membres affiliés (France Clusters, CFJ, IFM, Fondation nationale Entreprise et Performance, Cési, Conférence des écoles supérieures d’Arts appliqués de Paris). La ComUE est dissoute en juillet 2024.

## Liste des directeurs et administrateurs généraux du Conservatoire national des arts et métiers
| No                       | Nom                                 | Début du mandat | Fin du mandat   |
| Administrateurs          | Administrateurs                     | Administrateurs | Administrateurs |
| ------------------------ | ----------------------------------- | --------------- | --------------- |
| 1                        | Claude-Pierre Molard (1759-1837)    | 1800            | 1817            |
| 2                        | Joseph-Gérard Christian (1778-1832) | 1817            | 1831            |
| 3                        | Claude Pouillet (1790-1868)         | 1831            | 1849            |
| 4                        | Arthur Morin (1795-1880)            | 1849            | 1852            |
| 5                        | Théodore Olivier (1793-1853)        | 1852            | 1853            |
| Directeurs               |                                     |                 |                 |
| 7                        | Arthur Morin (1795-1880)            | 1854            | 1880            |
| 8                        | Hervé Mangon (1821-1888)            | 1880            | 1881            |
| 9                        | Aimé Laussedat (1819-1907)          | 1881            | 1900            |
| 10                       | Gabriel Chandèze (1846-1926)        | 1900            | 1906            |
| 11                       | Louis Bouquet (1885-1952)           | 1906            | 1915            |
| 12                       | Henri Gabelle (1867-1936)           | 1915            | 1931            |
| 13                       | Louis Nicolle (1876-1945)           | 1931            | 1940            |
| 14                       | Louis Ragey (1895-1970)             | 1940            | 1965            |
| 15                       | Paul Guérin (1928-2018)             | 1965            | 1974            |
| 16                       | Laurent Citti (1938)                | 1974            | 1977            |
| 17                       | Francis Cambou(1930-2001)           | 1977            | 1981            |
| 18                       | Jean Saurel (1924-2020)             | 1981            | 1987            |
| 19                       | Raymond Saint-Paul                  | 1987            | 1990            |
| Administrateurs généraux |                                     |                 |                 |
| 20                       | Guy Fleury (1941-2020)              | 1990            | 1998            |
| 21                       | Laurence Paye-Jeanneney (1944)      | 1998            | 2008            |
| 22                       | Christian Forestier (1944)          | 2008            | 2013            |
| 23                       | Olivier Faron (1959)                | 2013            | 2022            |
| 24                       | Bénédicte Fauvarque-Cosson          | 2022            |                 |

## Formations
Le Cnam est voué à la formation tout au long de la vie. Il donne à chacun les moyens de se former à tout moment de sa carrière selon ses projets et ses intérêts, tout en poursuivant son activité professionnelle et sociale :
- formations à la carte : multidisciplinaires (sans limitation de durée)[38] ;
- le Cnam possède son école d'ingénieur : l'EICnam est l'une des 205 écoles d'ingénieurs françaises accréditées au 1er septembre 2019 à délivrer un diplôme d'ingénieur[39]. Elle délivre le titre d'ingénieur diplômé du Conservatoire national des arts et métiers, (habilité par la commission des titres d'ingénieurs) et des mastères spécialisés, labellisé par la Conférence des grandes écoles. Le diplôme d'ingénieur est délivré après l'obtention de toutes les unités de valeurs (UV), l'entrée à l'EICnam, la remise et soutenance du travail d'étude et de synthèse technique (TEST) et la rédaction et soutenance du mémoire d'ingénieur, résultat des 9  à   12 mois de stage en entreprise ou en laboratoire. Le diplôme d'ingénieur peut être validé par une procédure de validation des acquis de l'expérience (VAE). Le candidat à une procédure de VAE peut valider les modules de la formation d'ingénieur et doit dans la majorité des cas faire la rédaction et la soutenance du mémoire d'ingénieur. Cette dernière étape est identique à la procédure pour l'obtention du titre d'ingénieur diplômé par l'état (IDPE). L'école d'ingénieur EICnam organise la validation du titre d'ingénieur diplômé par l'État. Cette validation est structurée en deux modules : « l'épreuve d'évaluation de l'expérience et des acquis professionnels » et « la rédaction d'un mémoire d'ingénieur IDPE ». À l'issue de la présentation du mémoire d'ingénieur, le jury décide de valider le titre d'ingénieur diplômé par l'État ;Entrée principale, rue Saint-Martin à Paris, du Conservatoire national des arts et métiers.

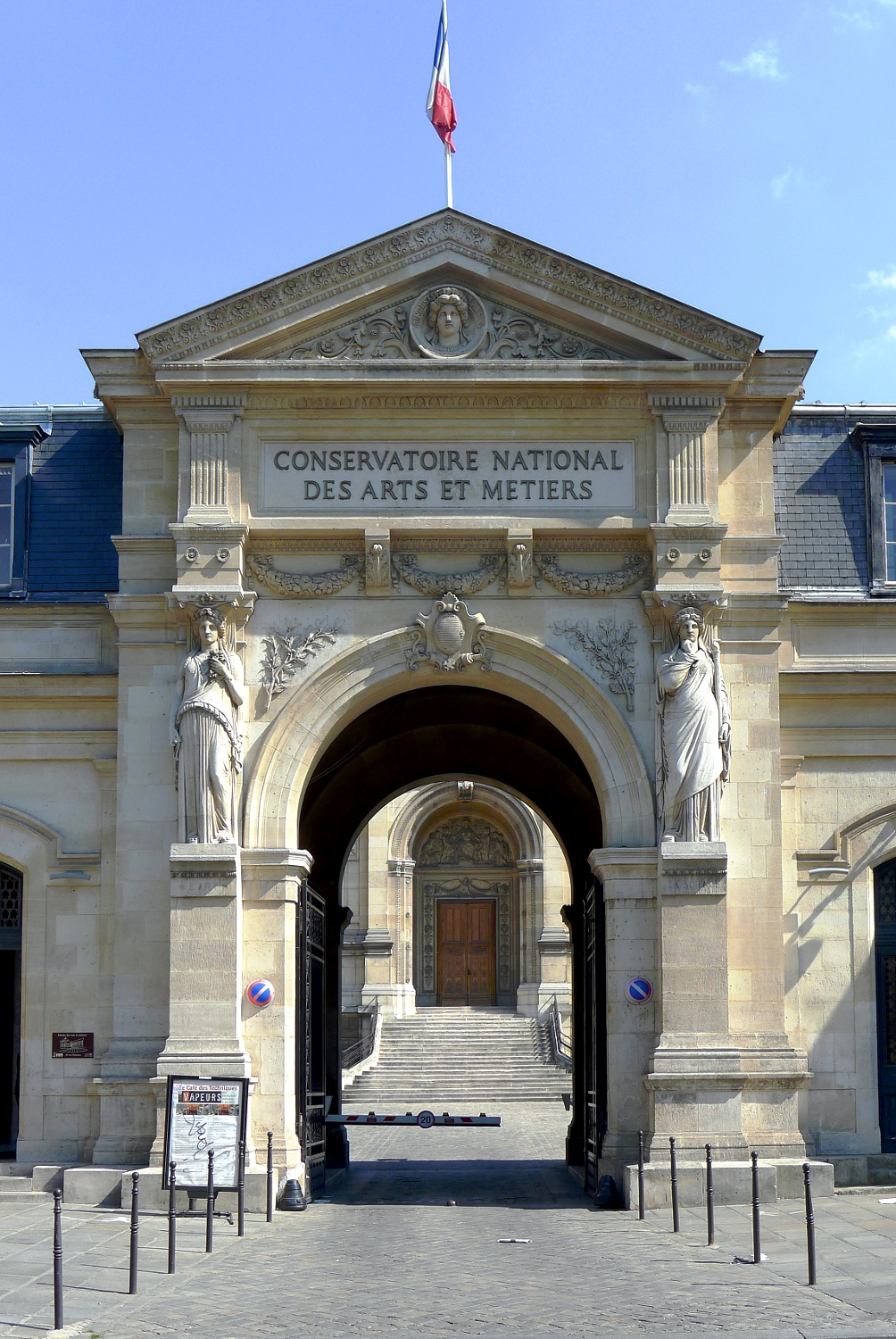
Entrée principale, rue Saint-Martin à Paris, du Conservatoire national des arts et métiers.

- formations diplômantes : formations en cours du soir (hors temps ouvrable - HTO), initiale ou en alternance. Le Cnam délivre : environ 500 diplômes différents d'État ou d'établissement, des titres ou des certificats inscrits au RNCP, des diplômes de bac + 2 à bac +8 ; de nombreux enseignements du Cnam sont au format dit de Bologne ou L-M-D (licence-master-doctorat). Parmi les titres délivrés actuellement par le Cnam, on a :
  - diplômes ou titres délivrés aussi par les universités ou IUT :
    - DUT (bac+2),
    - licence (bac+3),
    - licence professionnelle (bac+3),
    - master (bac+5),
    - doctorat (bac+8) ;

  - diplômes ou titres délivrés uniquement par le Cnam :
    - diplômes ou titres inscrit au RNCP (l'inscription au RNCP fait que le diplôme est homologué et reconnu par l'état pour les concours administratifs et dans les conventions collectives), à bac+2, bac+4 et bac+5, qui remplacent certains des anciens diplômes Cnam ci-dessous depuis 2006 et la réforme L-M-D (par exemple le titre CASP "Chargé d'Accompagnement Social et Professionnel" RNCP niveau 5),
    - diplômes d'établissement (non inscrit au RNCP), à bac+2, bac+3, bac+5, bac+6 (Mastère spécialisé) qui remplacent certains des anciens diplômes Cnam ci-dessous depuis 2006 et la réforme L-M-D,
    - des certificats d'établissement, qui permettent d'acquérir rapidement les bases dans un domaine professionnel précis, à niveau bac+1 (Certificat professionnel), niveau bac+4 (Certificat de compétence) et à niveau bac+5 (Certificat de spécialisation) ;

  - anciens diplômes du Cnam (délivrés jusqu'en 2008) :
    - diplôme de premier cycle (DPC) (Cnam) (bac+2),
    - diplôme de premier cycle économique (DPCE) (bac+2),
    - diplôme de premier cycle technique (DPCT) (bac+2),
    - diplôme d'études supérieures appliquées (DESA) (bac+4),
    - diplôme d'études supérieures économiques (DESE) (bac+4),
    - diplôme d'études supérieures techniques (DEST) (bac+4),
    - diplôme supérieur de comptabilité (DSC) (bac+4),
    - diplôme supérieur de gestion (DSG) (bac+4),
    - Diplôme d'économiste ;
- près de 1 200 unités d'enseignement proposées et organisées en crédits européens (ECTS = European Credit Transfer System) ;
- les unités d'enseignement, anciennement appelées unités de valeurs (UV), peuvent avoir de 2 à 8 ECTS ;
- 64 000 inscrits dans l'ensemble du réseau en France et dans le monde ;
- un auditeur sur dix se forme à distance, grâce aux technologies de l’information et de la communication (Tic) grâce à la plateforme Pleiad jusqu'en 2016, remplacée par  Moodle  également ouverte aux auditeurs en présentiel.

En 2010, l'École Vaucanson est créée à l'initiative du Cnam. Elle vise à offrir aux bacheliers de l'enseignement professionnel une voie d'excellence dans le supérieur, afin de leur permettre d'obtenir le grade de la licence générale et de continuer vers un master ou bien un diplôme d'ingénieur.
Les enseignements du Cnam sont complétés par des séminaires, des colloques, des conférences de haut niveau et de nature multidisciplinaire. Ils couvrent tous les domaines : des mathématiques pures à la physique théorique, en passant par l'épistémologie, les humanités et les sciences sociales.

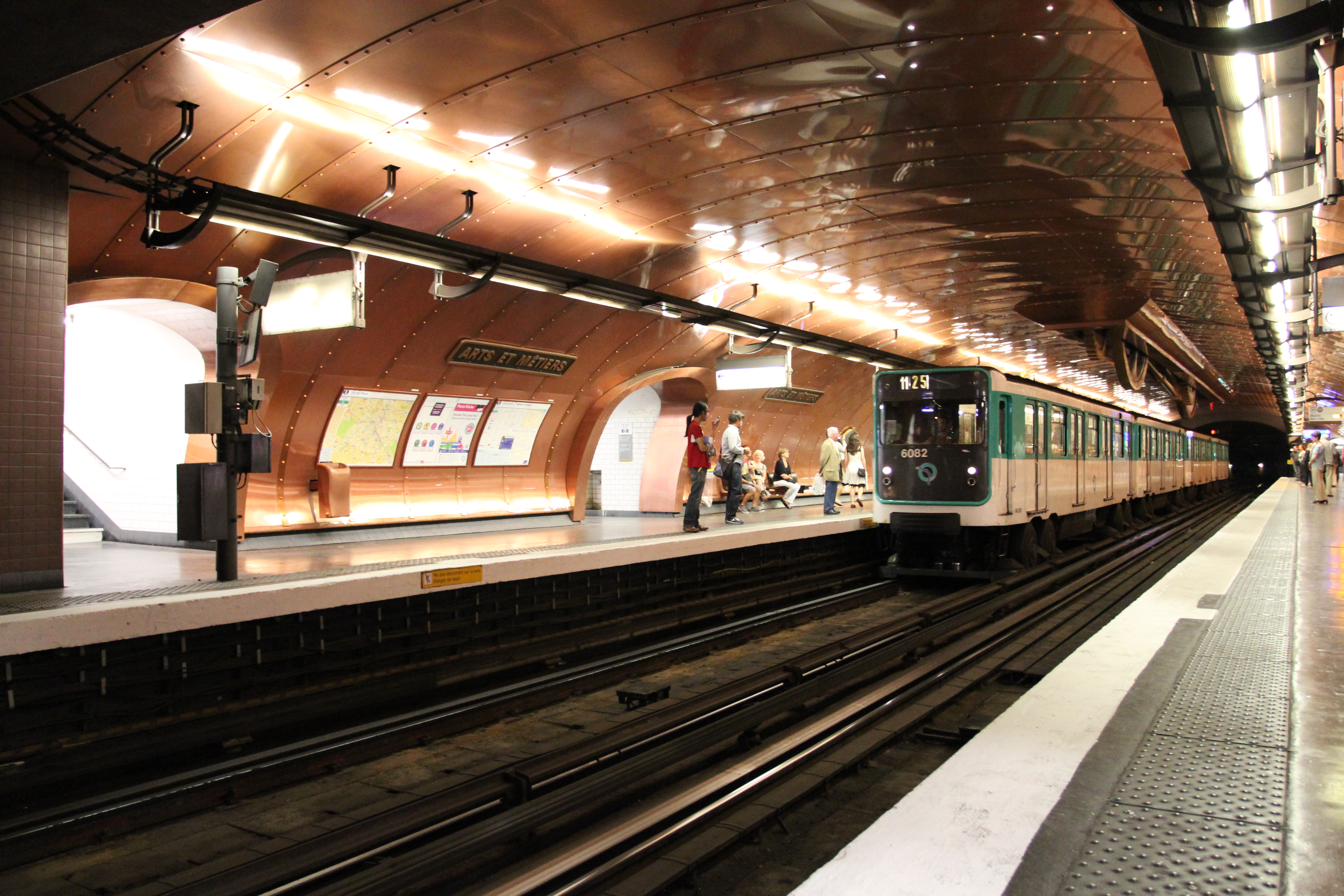
Station Arts et Métiers (ligne 11), dans le quartier du Marais, au centre de Paris
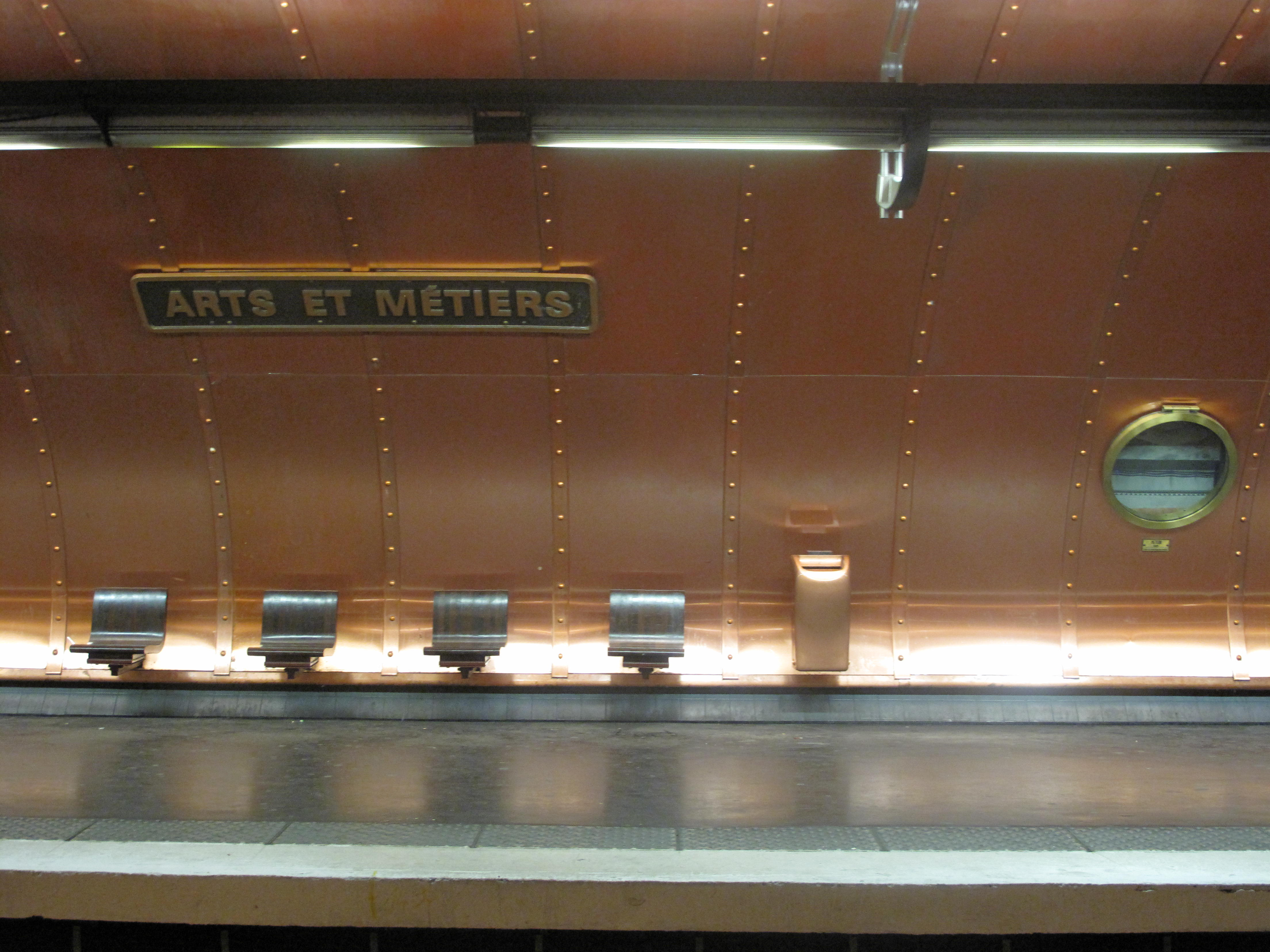
Station conçue par le scénographe François Schuiten en 1994
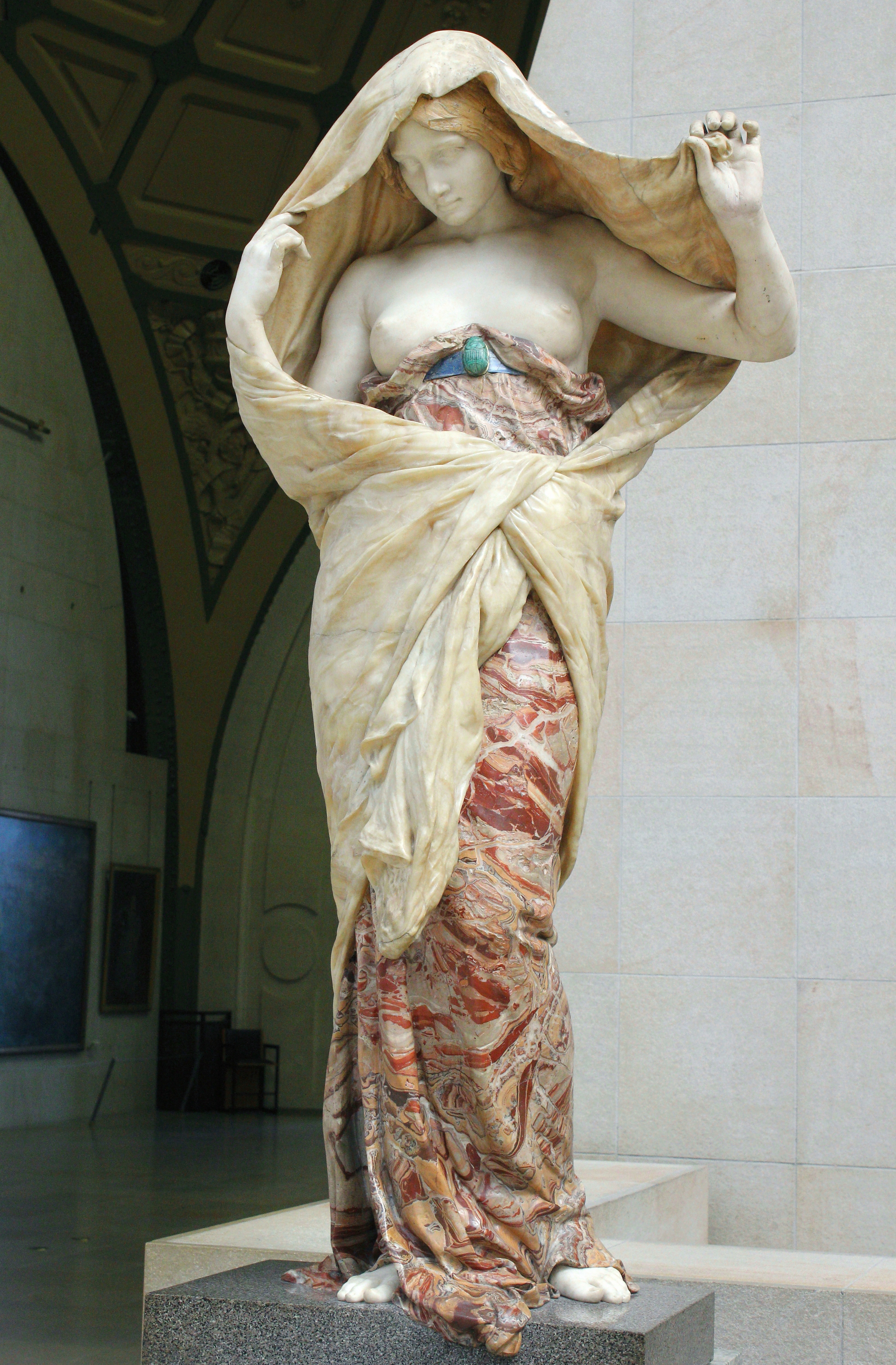
La Nature se dévoilant à la Science (1899), marbre polychrome commandé pour l'escalier d'honneur du Cnam, Paris, musée d'Orsay.

## Recherche

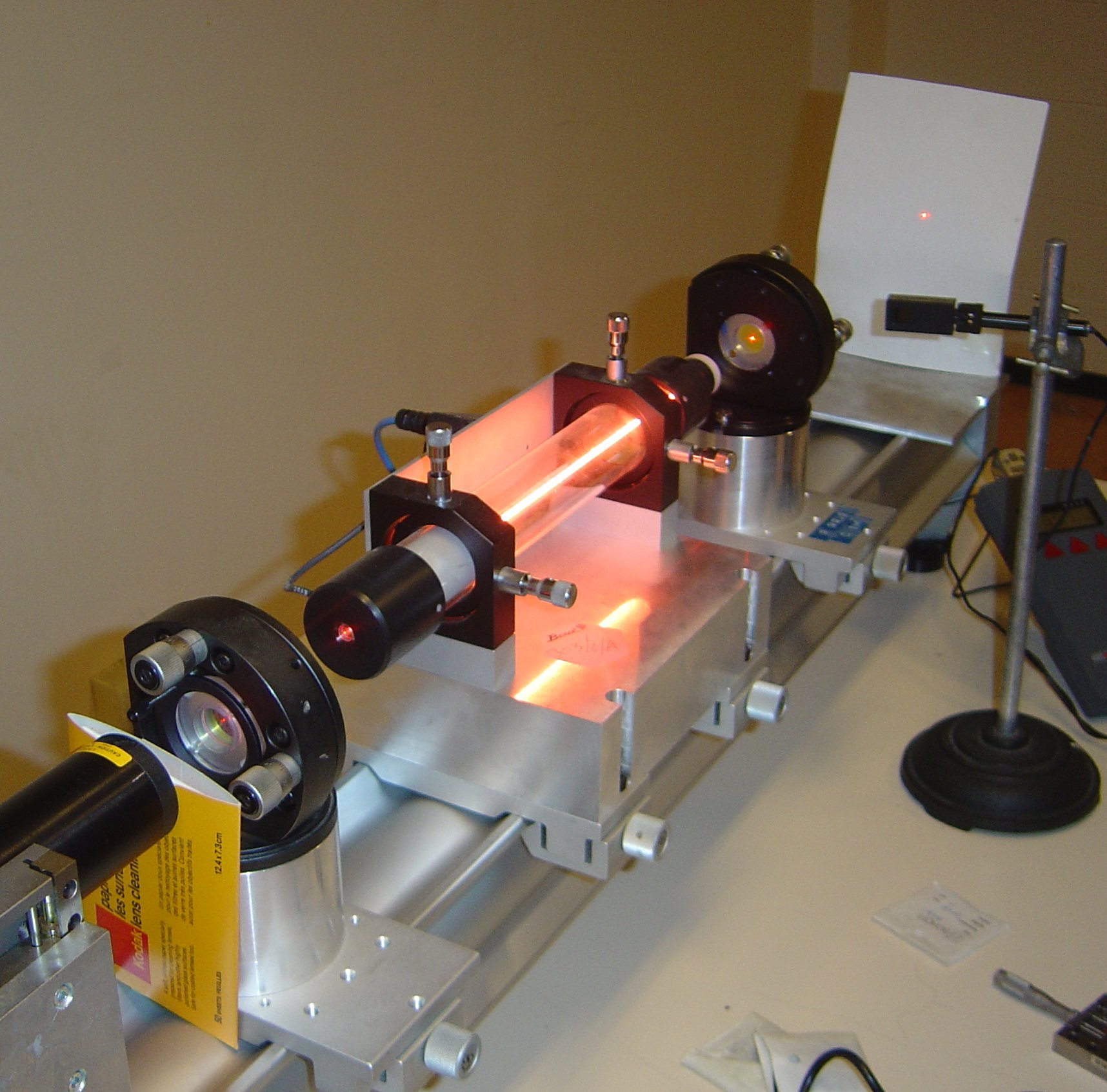
Laser hélium-néon utilisé en métrologie (2010).

Le Cnam crée de nombreux partenariats avec les entreprises, il participe notamment à l'élaboration de brevets, essais, cessions de licence, processus d'innovation, transfert de technologies, incubation d'entreprises…
- 23 équipes de recherche et 25 masters habilités ou cohabilités ;
- 250 doctorants accueillis et 900 mémoires d'ingénieur soutenus annuellement ;
- 7 millions d'euros de contrats recherche et développement par an.

## Culture scientifique et technique

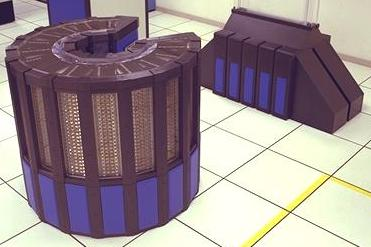
Un exemplaire du Cray-2 (1985) est exposé au musée du Conservatoire national des arts et métiers.

Le plan national de diffusion de la culture scientifique et technique définit cette mission culturelle comme une priorité. Le Cnam et son Musée des arts et métiers en sont des acteurs majeurs :
- 350 rendez-vous, expositions et conférences ;
- 50 000 participants aux conférences ;
- 200 000 visiteurs au Musée des arts et métiers ;
- 534 500 consultations de la bibliothèque en ligne et du conservatoire numérique.

## Expositions temporaires

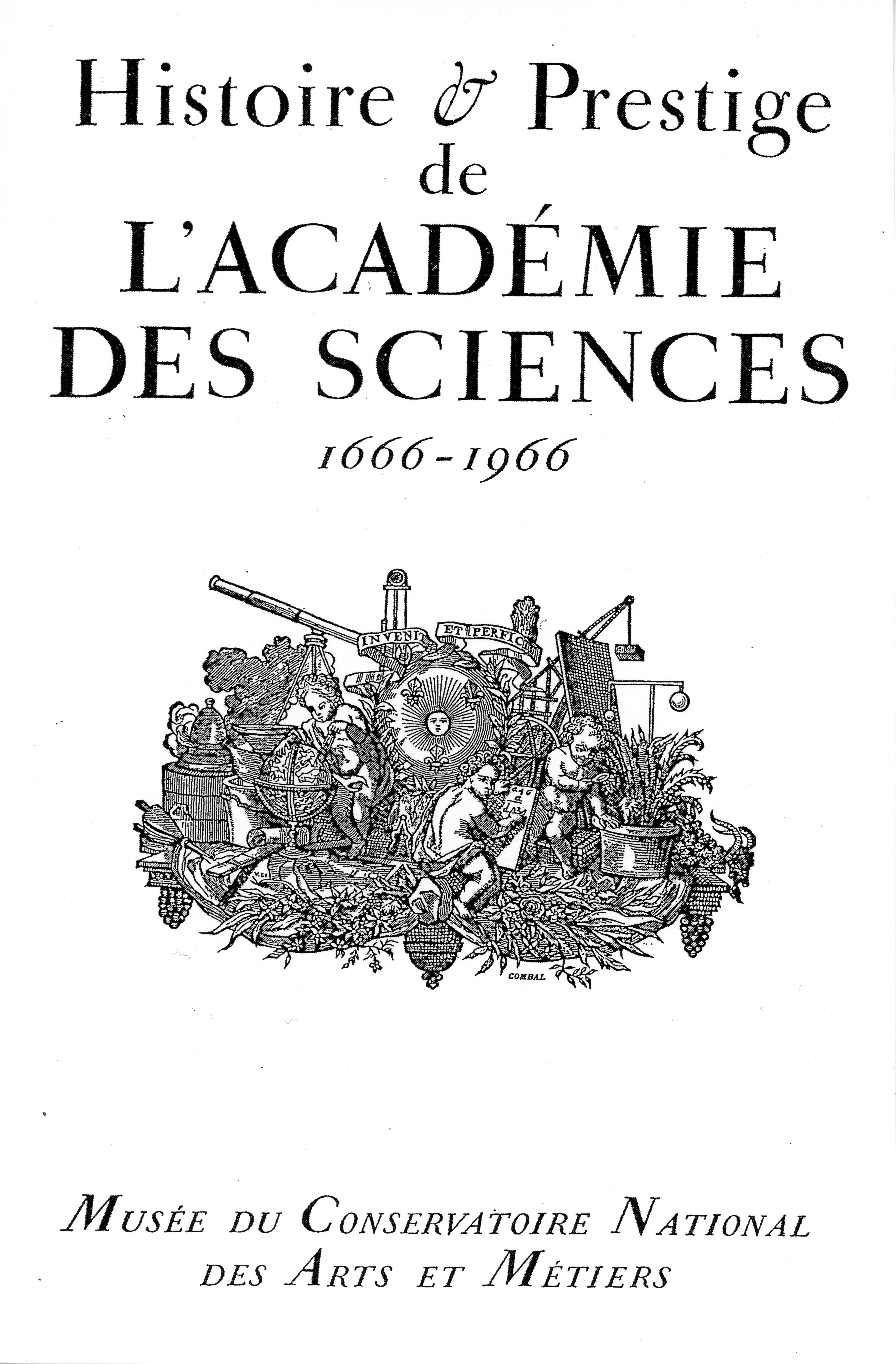
Tricentenaire de l'Académie des Sciences (1666-1966) au musée du Conservatoire National des Arts et Métiers.

Parmi les expositions temporaires, on peut compter :
- 1966 : Histoire et prestige de l'Académie des sciences. Exposition réalisée dans le cadre de la célébration du tricentenaire de l'Académie des sciences.
- 1994 : Polytech. Exposition réalisée dans le cadre de la célébration du bicentenaire de l'École polytechnique et du Conservatoire national des arts et métiers.
- 2000 : Mesurer l'atmosphère.
- 2007 : Benjamin Franklin, homme du monde, homme de science.
- 2018 : Sur mesure, les 7 unités du monde.

## Instituts rattachés, laboratoires, centres de recherche et chaires
Une trentaine d'instituts célèbres et autres laboratoires de recherche bénéficient de la tutelle pédagogique du CNAM. Cette agrégation au CNAM permet à cet établissement dont l'enseignement est professionnel et scientifique, d'être davantage impliqué dans les branches professionnelles par des formations sur mesure, reconnues et permettant des évolutions de carrières directement indexées sur l'obtention des titres de ces instituts.
Parmi lesquels, on peut compter :
| Sigles    | Descriptifs, remarques |
| --------- | --- |
| CEDRIC    | Centre d'étude et de recherche en informatique et communications (EA4629) : systèmes sûrs, médias interactifs et mobilité, méthodes statistiques de data-mining et apprentissage, optimisation combinatoire, systèmes d'information et de décision, bases de données avancées, traitement du signal et architectures électroniques.                                                                                              |
| DSO       | Chaire de développement des systèmes d'organisation, où nombre de grandes avancées sur les concepts de la sécurité, de sûreté, des réseaux, de l'organisation stratégique et opérationnelle, etc. sont réévalués à l'aune des derniers développements internationaux. |
| EICNAM    | École d'ingénieur du Conservatoire national des arts et métiers |
| ENASS     | École nationale d'assurances qui délivre un diplôme de niveau I afin d’embrasser une carrière de cadre supérieur dans le secteur de l’assurance. |
| ENJMIN    | École nationale du jeu et des médias interactifs numériques, qui délivre un master, un diplôme d'ingénieur, une licence, ainsi qu'un mastère spécialisé (en partenariat avec Gobelins, l'école de l'image). |
| ESCPI     | Institut du CNAM, dispensant des formations en génie électronique et informatique, génie mécanique et génie électrique pour le diplôme d'ingénieur. |
| ESGT      | École supérieure des géomètres et topographes qui délivre un diplôme d'ingénieur dans les domaines de la géomatique et de la topographie. |
| HT2S      | Histoire des Techno-sciences en société, laboratoire d'histoire des sciences et des techniques articulé aux formations STS (Magister, Licence, Certificat). |
| IAT       | Institut AéroTechnique, qui met à la disposition des entreprises et de l’industrie ses compétences et ses grands moyens d’essais en aérodynamique industrielle et sciences associées. |
| ICH       | Institut des études économiques et juridiques appliquées à la construction et à l'habitation. |
| ICSV      | Institut National des Cadres Supérieurs de la Vente, spécialiste de la formation « marketing-vente » depuis 1956. |
| IESTO     | Institut des Études Économiques, Sociales et Techniques de l'Organisation ; organisme créé en 1958, a été rattaché dans les années 2002-2010 à l'IIM, et est devenu depuis une des composantes de l'École Management et Société du Cnam. Ses formations de 3e cycle figurent généralement aux premières loges du classement SMBG.                                                                                                |
| IHIE      | Institut d'hygiène industrielle et de l'environnement. |
| IITBTP    | Institut d'ingénieur des techniques du bâtiment et des travaux publics, qui propose une formation d'ingénieur par l'alternance. |
| IIM       | Institut international du management. |
| IFFI      | Institut français du froid Industriel et de génie climatique. |
| INETOP    | Institut national d'étude du travail et d'orientation professionnelle. |
| INM       | Institut national de métrologie, qui intervient pour les domaines en métrologie tels que les longueurs, la masse, les rayonnements optiques et la température. |
| INTD      | Institut national des techniques de la documentation. |
| DICEN-IDF | Dispositifs d’Information et de Communication à l’Ère Numérique (EA 7339) une unité de recherche multi-tutelles entre le Conservatoire national des arts et métiers, l’Université Gustave Eiffel et l’Université Paris-Ouest Nanterre La Défense |
| INTEC     | Institut national des techniques économiques et comptables, plus célèbre institut de formation aux diplômes d'État en comptabilité, jusqu'aux postes les plus hauts de la branche comptable. |
| ISTBTP    | Institut Supérieur des Techniques du Bâtiment et des Travaux Publics. |
| LIPS      | Chaire de prospective industrielle, où les derniers travaux sur les redéploiements des structures innovantes les plus avancées sont données régulièrement. |
| LISE      | Laboratoire interdisciplinaire pour la sociologie économique. |
| LIPSOR    | Laboratoire d’investigation en prospective stratégie et organisation. |
| LMSSC     | Laboratoire de Mécanique des Structures et des Systèmes Couplés |
| PIMM      | Laboratoire de Procédés et Ingénierie en Mécanique et Matériaux (UMR8006) : procédés de mise en œuvre, microstructures et propriétés des matériaux, interactions laser-matière, fabrication additive, procédés laser, modélisation numérique pour les structures, les systèmes et les procédés, approches multi-échelles expérimentales, théoriques, et numériques, durabilité des matériaux polymères, matériaux architecturés. |
| STS       | Centre Science, technologie et société. |
| UNICNAM   | Union des ingénieurs du Conservatoire national des arts et métiers |
| LAFSET    | Laboratoire du froid et des systèmes énergétiques et thermiques |

## Partenaires

### Publics
- Association des ingénieurs diplômés par l'État (SIDPE)
- Commissariat à l'énergie atomique et aux énergies alternatives
- Centre national d'études spatiales
- Centre national de la recherche scientifique
- Collège de France
- École nationale d'administration
- École normale supérieure
- École polytechnique
- Groupement des industries françaises aéronautiques et spatiales
- Institut Henri-Poincaré
- Institut national de la santé et de la recherche médicale
- Institut national de recherche en informatique et en automatique
- Institut Pasteur
- Laboratoire national de métrologie et d'essais
- Lycée Louis-le-Grand
- Observatoire de Paris
- Office national d'études et de recherches aérospatiales
- Sorbonne

### Industriels
- Airbus
- Atos
- Dassault
- EDF
- IBM
- Nokia
- Orange
- Orano
- Renault
- Safran
- Sanofi
- SNCF
- Stellantis
- Thales

### Etrangers
Des institutions renommées à travers le monde, telles que Harvard University, l'Institut Polytechnique de Hanoi - University of Science and Technology, le Massachusetts Institute of Technology, le Politecnico di Milano, la Smithsonian Institution et Yale University, figurent parmi les établissements étrangers les plus prestigieux.

## Fondations

### Fondation Louis-de-Broglie
La fondation Louis-de-Broglie est une fondation française pour la recherche fondamentale en physique créée par Louis de Broglie (Prix Nobel de physique). Elle fut accueillie au Conservatoire national des arts et métiers de 1973 à 1988. Les deux premiers Présidents de la Fondation Louis-de-Broglie ont été Louis Néel (Prix Nobel de physique) et René Thom (Médaille Fields).

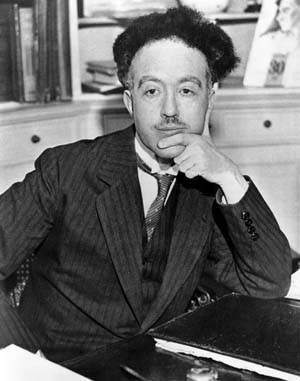
Louis de Broglie
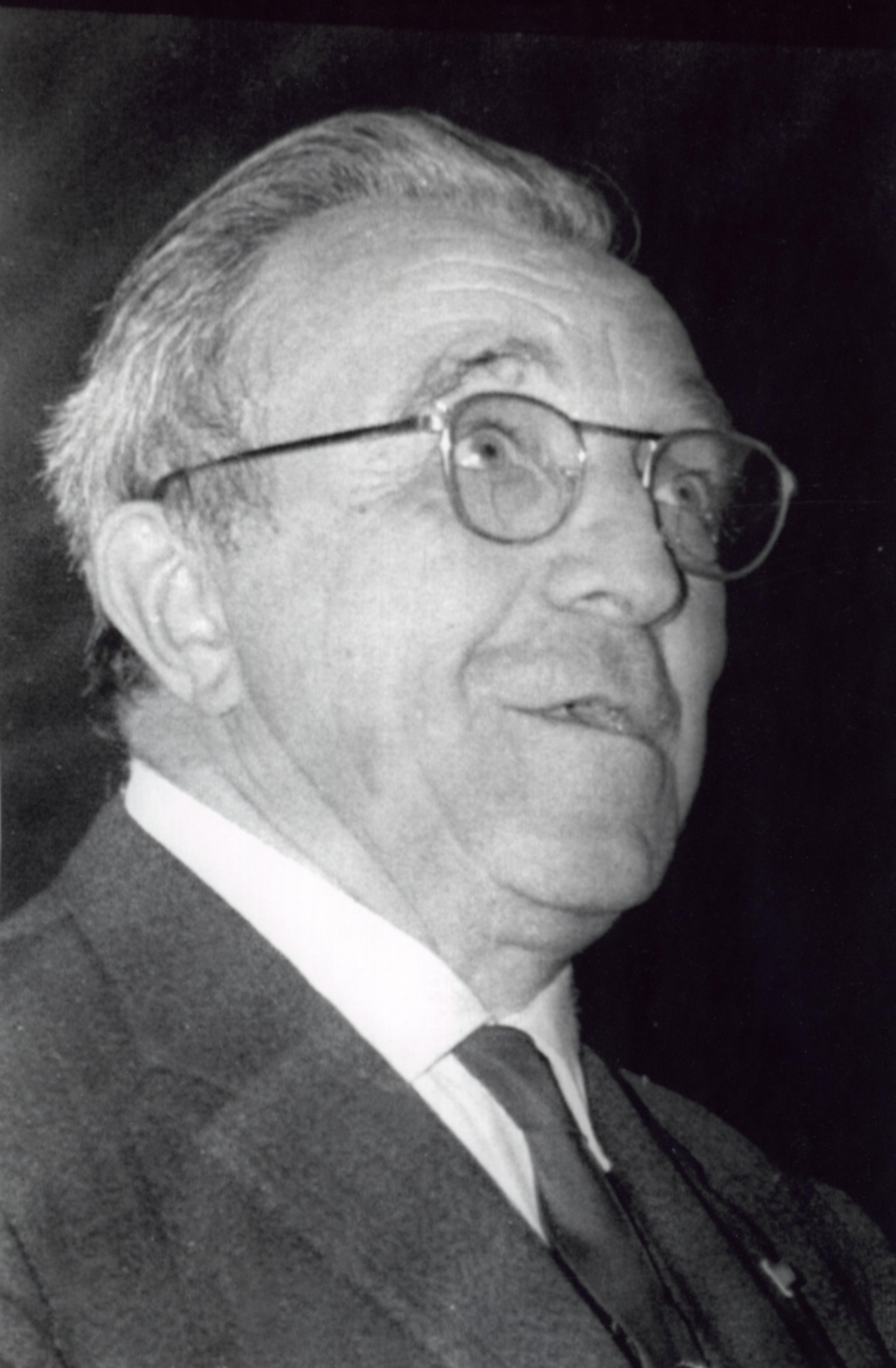
Louis Néel
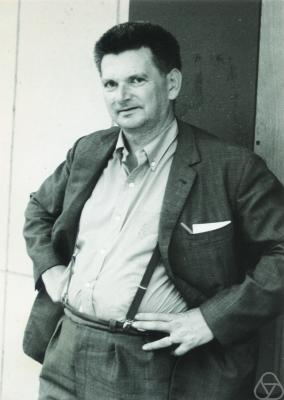
René Thom

### Mécénat Besnard-de-Quelen
Le Mécénat Besnard-de-Quelen a pour objet d'encourager l'innovation dans la construction. Il est rattaché au Conservatoire national des arts et métiers depuis sa création en 1980. Le Mécénat Besnard-de-Quelen est dirigé par un conseil réunissant des architectes, des ingénieurs et des professeurs et attribue chaque année un Grand Prix de l'Innovation ouvert à tous (personnes physiques et morales), ainsi que des bourses de voyage et d'études à des étudiants architectes, ingénieurs, auditeurs Cnam en fin de cycle.

## Personnalités du Conservatoire national des arts et métiers
- Henri Alekan, ancien élève du Conservatoire national des arts et métiers, directeur de la photographie.
- André Allisy, physicien, laboratoire de physique de l'École normale supérieure, première chaire de métrologie en France au Conservatoire national des arts et métiers[46].
- Alain Aspect, prix Nobel de physique, professeur invité au Conservatoire national des arts et métiers.
- Alain Bauer, professeur titulaire de la chaire de criminologie appliquée depuis mars 2009.
- Pierre Bézier enseigna la productique au Conservatoire national des arts et métiers de 1968 à 1979.
- Philippe Binant, ancien élève du Conservatoire national des arts et métiers, précurseur du cinéma numérique[47],[48].
- Léon Bourgeois, prix Nobel de la paix, président du conseil d'administration du Conservatoire national des arts et métiers.
- Louis de Broglie, prix Nobel de physique, président d'honneur de la Fondation Louis-de-Broglie au Conservatoire national des arts et métiers.
- Sadi Carnot, ancien élève de l'École polytechnique et du Conservatoire national des arts et métiers, physicien, fondateur de la thermodynamique.
- Nicolas Clément Desormes, chimiste.
- Claude Cohen-Tannoudji, prix Nobel de physique, professeur invité au Conservatoire national des arts et métiers.
- Nicolas Jacques Conté, physicien, chimiste, aérostier et portraitiste français, connu pour avoir inventé le crayon mine actuel. Il a participé à la campagne d'Égypte de Bonaparte. Il est l’un des trois premiers démonstrateurs constituant le triumvirat de direction originelle du conservatoire.
- Thibault Damour, professeur à l'Institut des hautes études scientifiques, professeur invité au Conservatoire national des arts et métiers.
- Maurice Daumas, professeur au Conservatoire national des arts et métiers, chaire « Histoire des techniques ».
- Bernard Decomps, ancien élève de l'École normale supérieure, membre de l'Académie des technologies, professeur titulaire de la chaire de physique dans ses rapports avec l'industrie.
- Auguste Deschamps, professeur au Conservatoire national des arts et métiers, chaire « Économie politique ».
- Mahammed Dionne, ancien élève du Conservatoire national des arts et métiers, ancien premier ministre du Sénégal.
- Paul Doumer, ancien élève du Conservatoire national des arts et métiers, président de la République[49].
- Charles Dupin, mathématicien, ingénieur (mécanique appliqué aux arts) et homme politique.
- Philippe Durand, mathématicien, un des fondateurs du séminaire de géométrie et physique mathématique du Conservatoire national des arts et métiers[50].
- Pierre Faurre, président du conseil d'administration de l'École polytechnique, professeur invité au Conservatoire national des arts et métiers.
- Henri Fayol, directeur et professeur d'organisation de 1888 à 1918, il définit, le premier, les principales fonctions de l'entreprise, qu'il consigna dans son livre l’Administration industrielle et générale (1917).
- Jean Ferrat, ancien élève du Conservatoire national des arts et métiers, auteur-compositeur et interprète.
- Guy Fleury, ancien administrateur général du Conservatoire national des arts et métiers, fondateur des Cahiers d'histoire du CNAM[51].
- Christian Forestier, ancien administrateur du Conservatoire national des arts et métiers.
- Jean Fourastié, membre de l'Institut de France, économiste et professeur et titulaire de la chaire d'économie et statistiques industrielles du Conservatoire national des arts et métiers, ayant inventé l’expression des Trente Glorieuses.
- Marc Fumaroli, membre de l'Académie française et de l'Académie des inscriptions et belles-lettres, professeur invité au Conservatoire national des arts et métiers.
- Pierre-Gilles de Gennes, prix Nobel de physique, professeur invité au Conservatoire national des arts et métiers.
- François Gernelle, ancien élève du Conservatoire national des arts et métiers, pionnier de la micro-informatique.
- Nicole Gnesotto, professeure, titulaire de la chaire Union européenne, institutions et politiques.
- Gilles Gaston Granger, épistémologue, professeur invité au Conservatoire national des arts et métiers.
- Abbé Henri Grégoire, fondateur du Conservatoire national des arts et métiers. En 1795, il collabore à la fondation de l'Institut de France dont il devient membre. Les cendres de l'Abbé Grégoire, de Monge et de Condorcet sont transférées au Panthéon le 12 décembre 1989, à l'occasion de la célébration du bicentenaire de la Révolution française.
- Serge Haroche, prix Nobel de physique, professeur invité au Conservatoire national des arts et métiers.
- Jean-Paul Hautier, ancien élève du Conservatoire national des arts et métiers, Directeur Général de l'École nationale supérieure d'arts et métiers.
- Marc Himbert, ancien élève de l'École normale supérieure, membre de l'Académie des technologies, professeur titulaire de la chaire de métrologie[52].
- François Jacob, prix Nobel de physiologie ou médecine, professeur invité au Conservatoire national des arts et métiers.
- Jean-Paul Kalfaian, mathématicien[53].
- Bernard Kouchner, professeur titulaire de la chaire de santé et développement, de 2003 à 2007.
- Jean-Claude Romand, diplomé d'informatique[54].
- Pierre Larousse, ancien élève du Conservatoire national des arts et métiers, encyclopédiste[55].
- Jean-Marie Lehn, prix Nobel de chimie, professeur invité au Conservatoire national des arts et métiers.
- Stéphane Le Foll, ancien élève du Conservatoire national des arts et métiers, ancien ministre.
- Jean Baptiste Le Roy, physicien et membre de l’Académie des Sciences. L’un des trois premiers démonstrateur du triumvirat de direction à l’origine du conservatoire.
- Jacques Lesourne, économiste et prospectiviste, titulaire de la chaire d'économie et statistique industrielles (1974-1998), directeur du journal Le Monde (1991-1994).
- Pierre-Louis Lions, médaille Fields, professeur invité au Conservatoire national des arts et métiers.
- Bruno Lussato, professeur et fondateur de la chaire d'Organisation.
- Pierre Marry, ancien élève de l'École normale supérieure de Saint-Cloud, un des fondateurs du séminaire de géométrie et physique mathématique du Conservatoire national des arts et métiers[56].
- Francis Mer, ancien élève de l'École polytechnique, ancien président du conseil d'administration du conservatoire national des arts et métiers, ministre de l'Économie, des Finances et de l'Industrie de 2002 à 2004.
- Yves Meyer, prix Abel, professeur invité au Conservatoire national des arts et métiers.
- Alexandre Millerand, président du conseil, président de la République, président du conseil d'administration du Conservatoire national des arts et métiers.
- Claude-Pierre Molard : premier administrateur du Conservatoire des Arts et Métiers.
- Alain Monfort, mathématicien et statisticien, professeur à l'École polytechnique et au Conservatoire national des arts et métiers[57].
- Luc Montagnier, prix Nobel de physiologie ou médecine, professeur invité au Conservatoire national des arts et métiers.
- Thierry de Montbrial, membre de l'Institut de France, économiste, professeur à l'École polytechnique et au Conservatoire national des arts et métiers, fondateur de la World Policy Conference.
- Arthur Morin d'abord chargé provisoirement de l'administration du Conservatoire à compter du 16 juin 1849. Le 17 octobre 1849, il sera nommé administrateur en titre de l'institution par un décret présidentiel.
- Paul Painlevé, président du conseil d'administration du Conservatoire national des arts et métiers.
- Louis Pasteur, ancien élève de l'École normale supérieure et du Conservatoire national des arts et métiers, chimiste et biologiste.
- Claude Pouillet, physicien, ancien élève de l'École normale supérieure, troisième administrateur et professeur du Conservatoire national des arts et métiers.
- Jean Prouvé, ferronnier et bâtisseur, professeur au Cnam.
- Terence Quinn, physicien, directeur honoraire du BIPM, Docteur Honoris Causa du Cnam.
- Hervé Reinhard, ancien élève de l'École polytechnique, mathématicien, assistant de Laurent Schwartz (médaille Fields), professeur au Conservatoire national des arts et métiers, chaire "mathématiques pour l'ingénieur"[58].
- Paul Ricœur, philosophe, professeur émérite à l'Université de Chicago, professeur invité au Conservatoire national des arts et métiers.
- Joseph Rotblat, prix Nobel de la paix, professeur invité au Conservatoire national des arts et métiers.
- Benoît Roy, ancien élève du Conservatoire national des arts et métiers, député et chef d'entreprise.
- André Sainte-Laguë, professeur de mathématiques générales en vue des applications au Conservatoire national des arts et métiers de 1938 à 1950, organisateur de la section de Mathématiques du Palais de la Découverte, président de la Confédération des travailleurs intellectuels (1929-1950).
- Jean Salençon, professeur à l'École polytechnique, président de l'Académie des sciences et de l'Institut de France, membre fondateur de l'Académie des technologies et membre du conseil d'administration du Conservatoire national des arts et métiers
- Jean-Jacques Salomon, élève de Raymond Aron, fondateur et directeur de la Direction des politiques de la science et de la technologie à l'OCDE, professeur invité au Massachusetts Institute of Technology, professeur au Conservatoire national des arts et métiers, chaire " Technologie et société ".
- Alice Saunier-Seïté, professeur au Conservatoire national des arts et métiers, membre de l'Institut de France (Académie des Sciences morales et politique) ancien Ministre des Universités, première femme élue à une chaire au Cnam.
- Jean Baptiste Say, ancien élève du Conservatoire national des arts et métiers, économiste, professeur au Conservatoire national des arts et métiers et au Collège de France.
- Robert Solow, prix Nobel d'économie, professeur invité au Conservatoire national des arts et métiers, docteur honoris causa du Cnam.
- Michel Valton, physicien, un des fondateurs du séminaire de géométrie et physique mathématique du Conservatoire national des arts et métiers[59].
- Alexandre Vandermonde, mathématicien. À partir de 1794, Vandermonde il est l'un des trois premiers démonstrateur du triumvirat de direction à l’origine du conservatoire. Il était également examinateur au concours d'entrée de l'École polytechnique (France), professeur à l'École normale supérieure[60].
- Jacques de Vaucanson, mécanicien et fabricant d’automate, qui constitue à l’Hôtel de Mortagne, dans le faubourg saint Antoine, une importante collection de machines en vraies grandeurs et de modèles de mécanique. Ces objets seront, à sa mort en 1782, légués au roi Louis XVI au moment de la révolution. Cet ensemble patrimonial constituera l’une des richesses initiales du Conservatoire.
- Léon Vaudoyer, architecte du Conservatoire au XIXe siècle, a également été l'architecte de l'Institut de France.
- Jacques Vélu, ancien élève de l'École normale supérieure, mathématicien, professeur au Conservatoire national des arts et métiers, chaire " mathématiques en vue des applications "[61].
- André Wahl, chimiste, professeur au Conservatoire national des arts et métiers, chaire " Chimie tinctoriale ", déporté et assassiné à Auschwitz (1944)[62].
- Michel Cantal-Dupart, architecte et urbaniste, titulaire de la chaire d'urbanisme de 1998 à 2010, professeur émérite jusqu'en 2014 et professeur honoraire depuis.

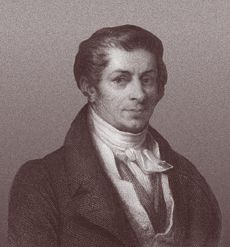
Jean-Baptiste Say
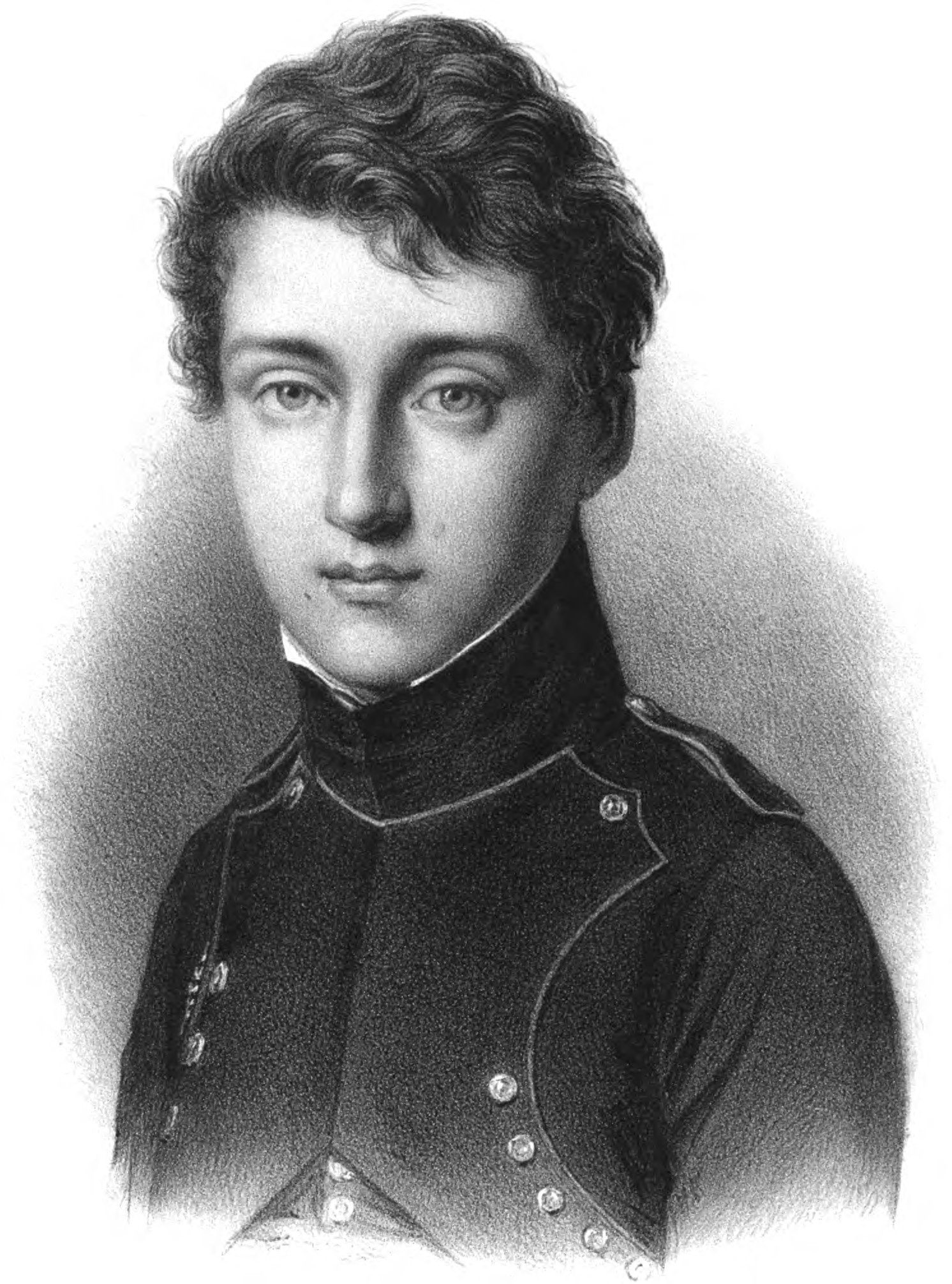
Sadi Carnot
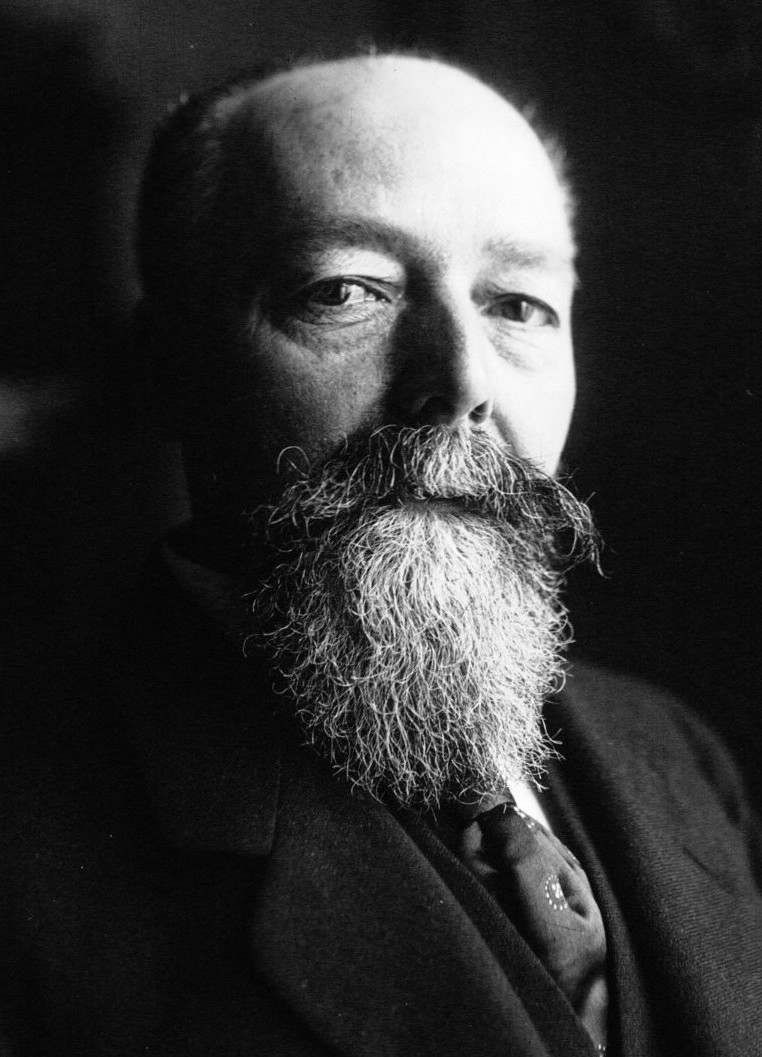
Paul Doumer
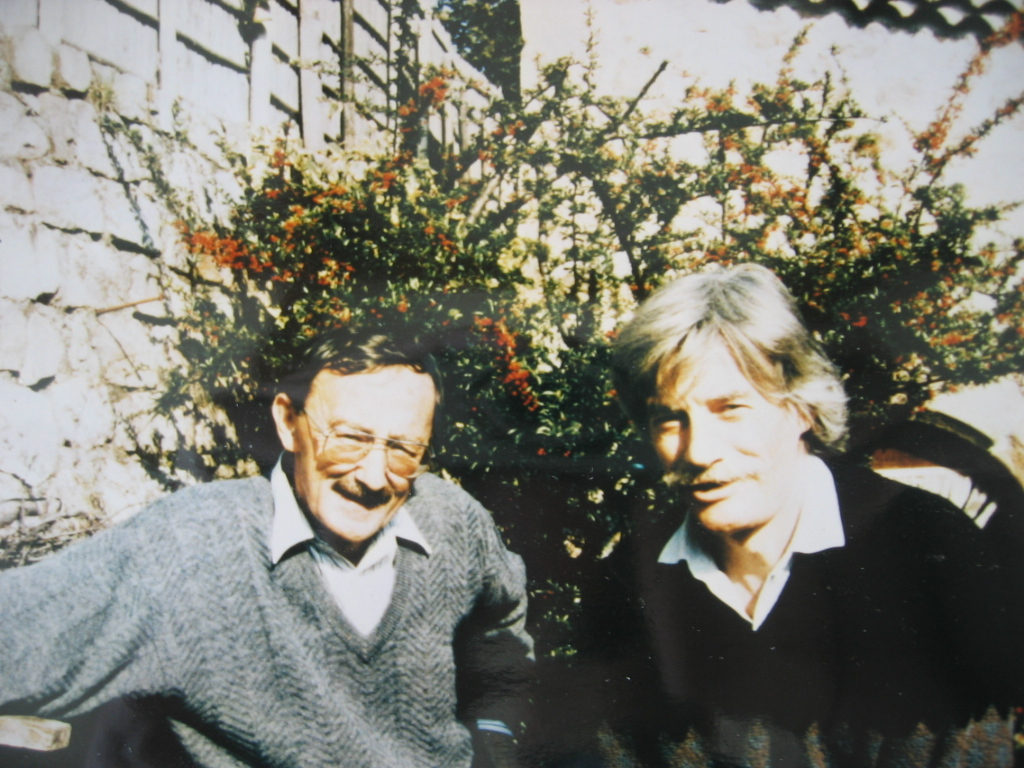
Jean Ferrat (à droite)

## Notoriété
Grand établissement d'enseignement supérieur et de recherche, membre de la Conférence des grandes écoles, le Conservatoire national des arts et métiers est reconnu pour la qualité de ses anciens élèves.
Le Cnam est l'une des 204 écoles d'ingénieurs françaises accréditées au 1er septembre 2020 à délivrer un diplôme d'ingénieur.
La formation s'appuie sur un corps enseignant de notoriété internationale, un enseignement scientifique pluridisciplinaire de haut niveau et une culture managériale. Le Cnam est fréquemment cité dans les classements publiés dans les journaux spécialisés,.
Le Conservatoire dispose également d'instituts. L'ICH (institut des études économiques et juridiques appliquées à la construction et à l'habitation), accrédité par la Royal Institution of Chartered Surveyor (RICS), spécialisé dans les métiers de l'immobilier ; l'Intec (institut national des techniques économiques et comptables) qui prépare à l'expertise comptable. Le CNAM a créé, en 1820, la première chaire d'économie en France.
Les anciens élèves du Cnam sont présents dans des entreprises, privées ou publiques, comme : Airbus, Alstom, Capgemini, CEA, CNES, CNRS, Commission Européenne, Dassault Aviation, Dassault Systèmes, DGA, École Polytechnique, EDF, Engie, Gaumont, INSERM, Institut Pasteur, Michelin, Ministère de la Défense, Ministère de l'Éducation Nationale, ONERA, Orange, Orano, Renault, Safran, Sanofi, Saint-Gobain, Sanofi, SNCF, Stellantis, TDF, Texas Instruments, Thales, TotalEnergies.
En décembre 1935, le conservatoire accueille, comme cinq autres lieux de la capitale, la première diffusion publique de programmes télévisés en France.

## Conservatoire national des arts et métiers au cœur de Paris

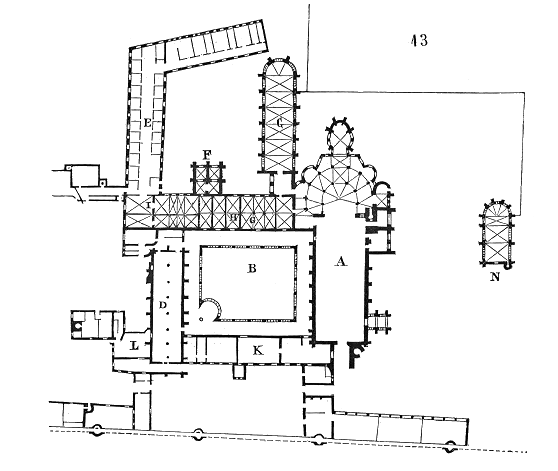
Plan de l'église de Saint-Martin-des-Champs

Le Conservatoire national des arts et métiers est situé au cœur de Paris, sur le cardo, à l’emplacement et en partie dans les bâtiments historiques de l'ancien prieuré bénédictin de Saint-Martin-des-Champs. Ce grand monastère clunisien fondé par le roi Henri Ier en 1059-1060 sur des vestiges de l’époque mérovingienne, est encore aujourd’hui en partie conservé. L’ancien réfectoire du XIIIe siècle, de style gothique, y est situé et est devenu, au milieu du XIXe siècle, sur l’idée de Léon Vaudoyer, la bibliothèque de l'établissement. Guillaume Postel, l'un des premiers professeurs du Collège de France, est enterré dans l’église de l’ancien prieuré.
Sont encore visibles : des vestiges de l’enceinte médiévale protégeant le prieuré Saint-Martin en regardant la tour à l’angle de la rue Saint Martin et de la rue du Vertbois, un fragment de courtine rue du Vertbois et une tour servant de cage d’escalier au 7, rue Bailly. Le plan du chœur de l’église Saint-Martin-des-Champs a trouvé son inspiration dans le chœur de la basilique de Saint-Denis construite quelques années plus tôt.
Les cours à Paris ont principalement lieu au 292, rue Saint-Martin mais également dans la rue voisine au 2 rue Conté, dans l’Annexe Montgolfier, ancien bâtiment de l'École centrale des Arts et Manufactures jusqu'en 1969.

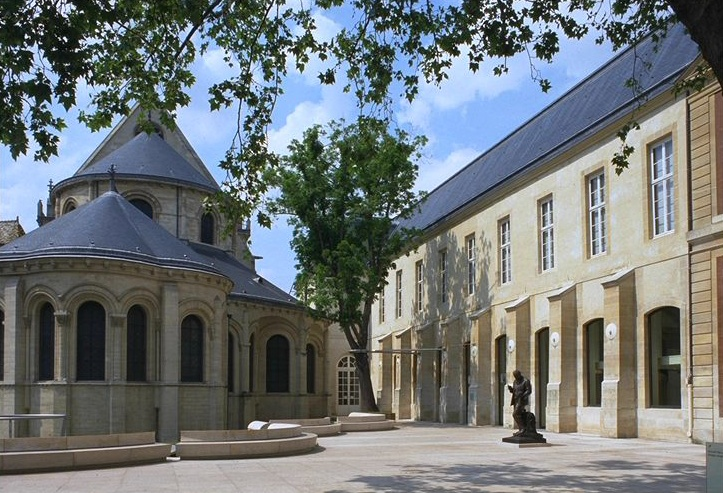
Parvis du musée du Cnam
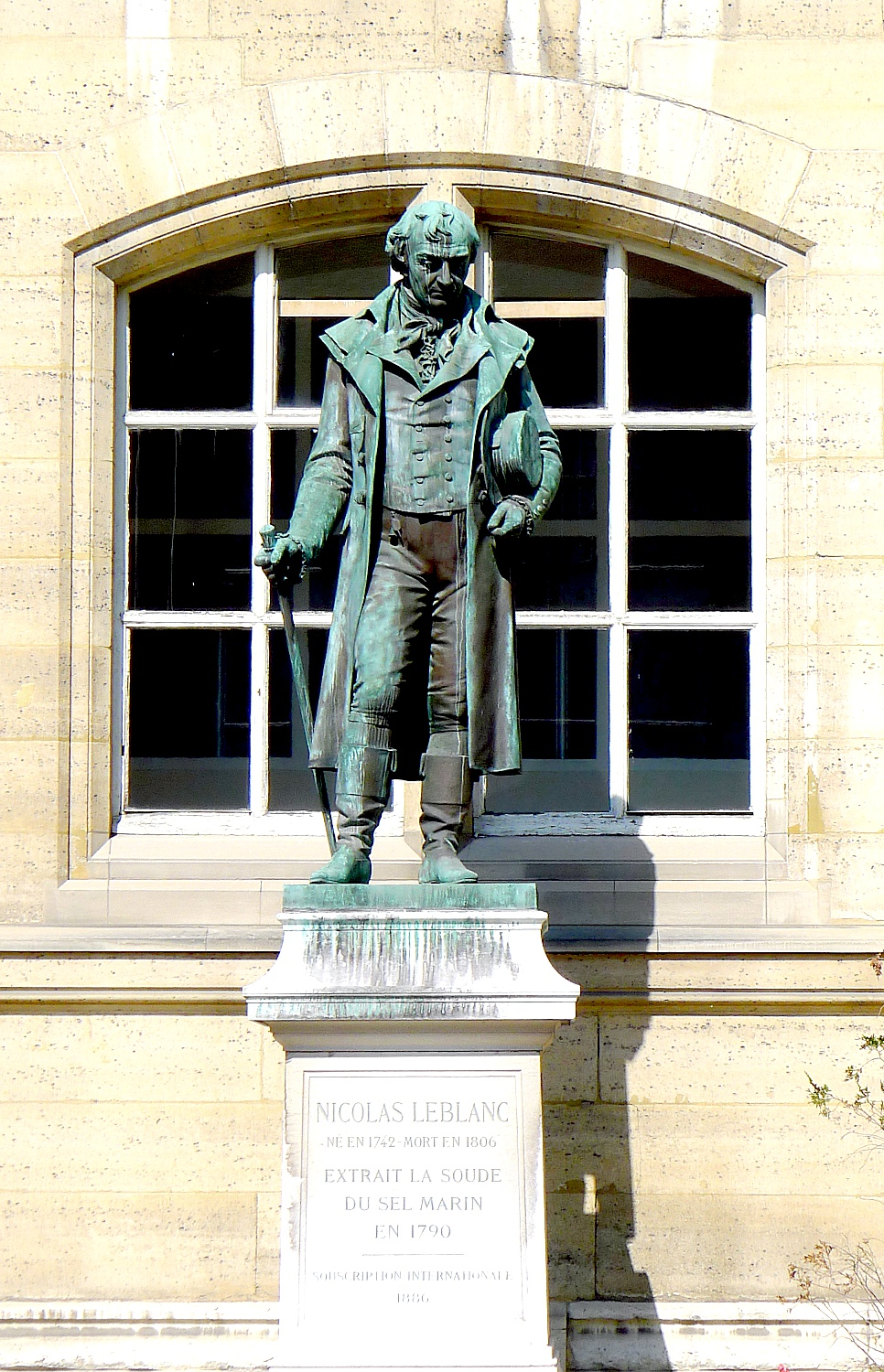
Statue de Nicolas Leblanc
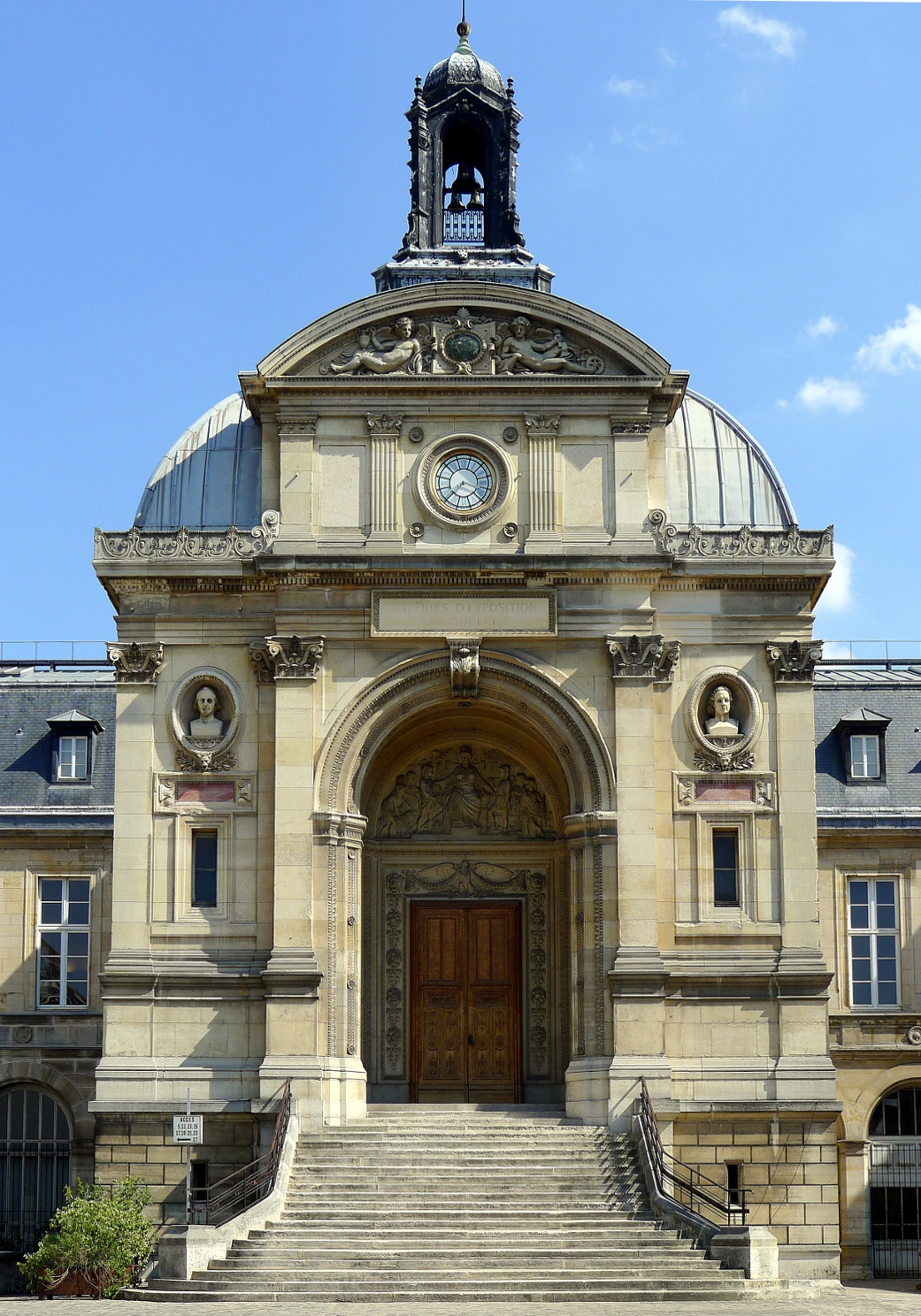
Cour d'honneur
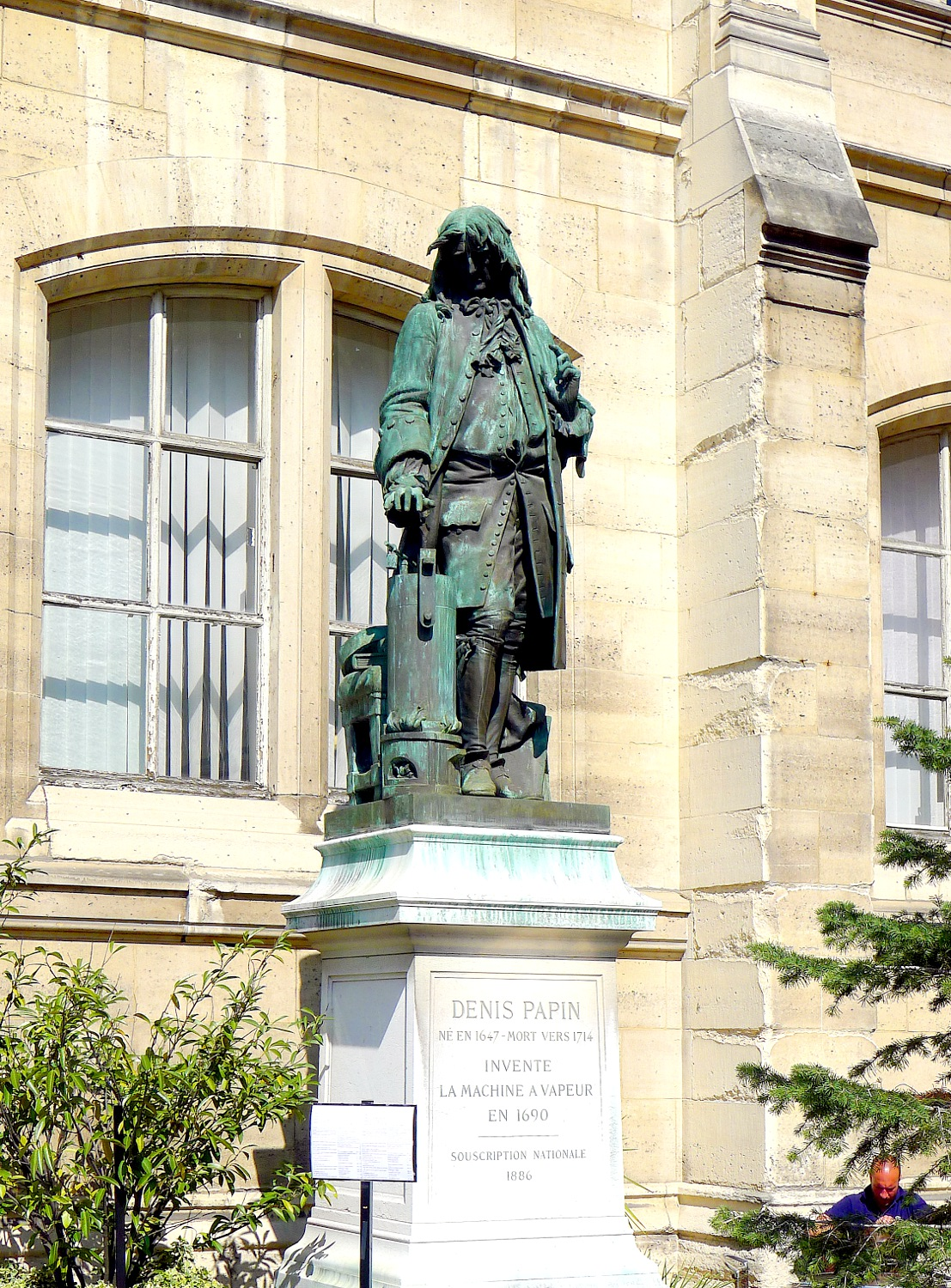
Statue de Denis Papin
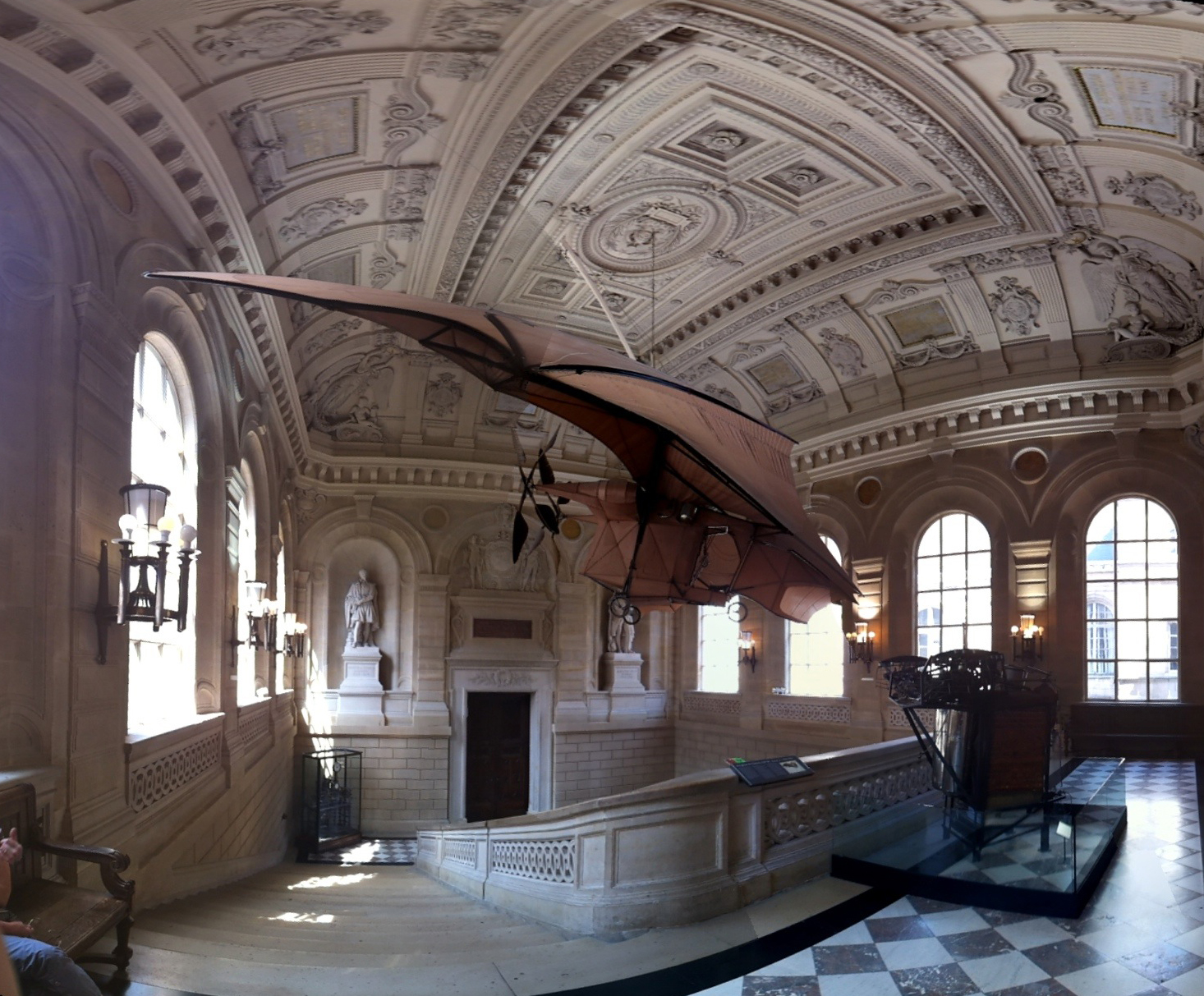
Avion III de Clément Ader

De 1994 à 1999, le musée du Conservatoire est entièrement rénové dans le cadre des Grands Travaux de l'Etat.

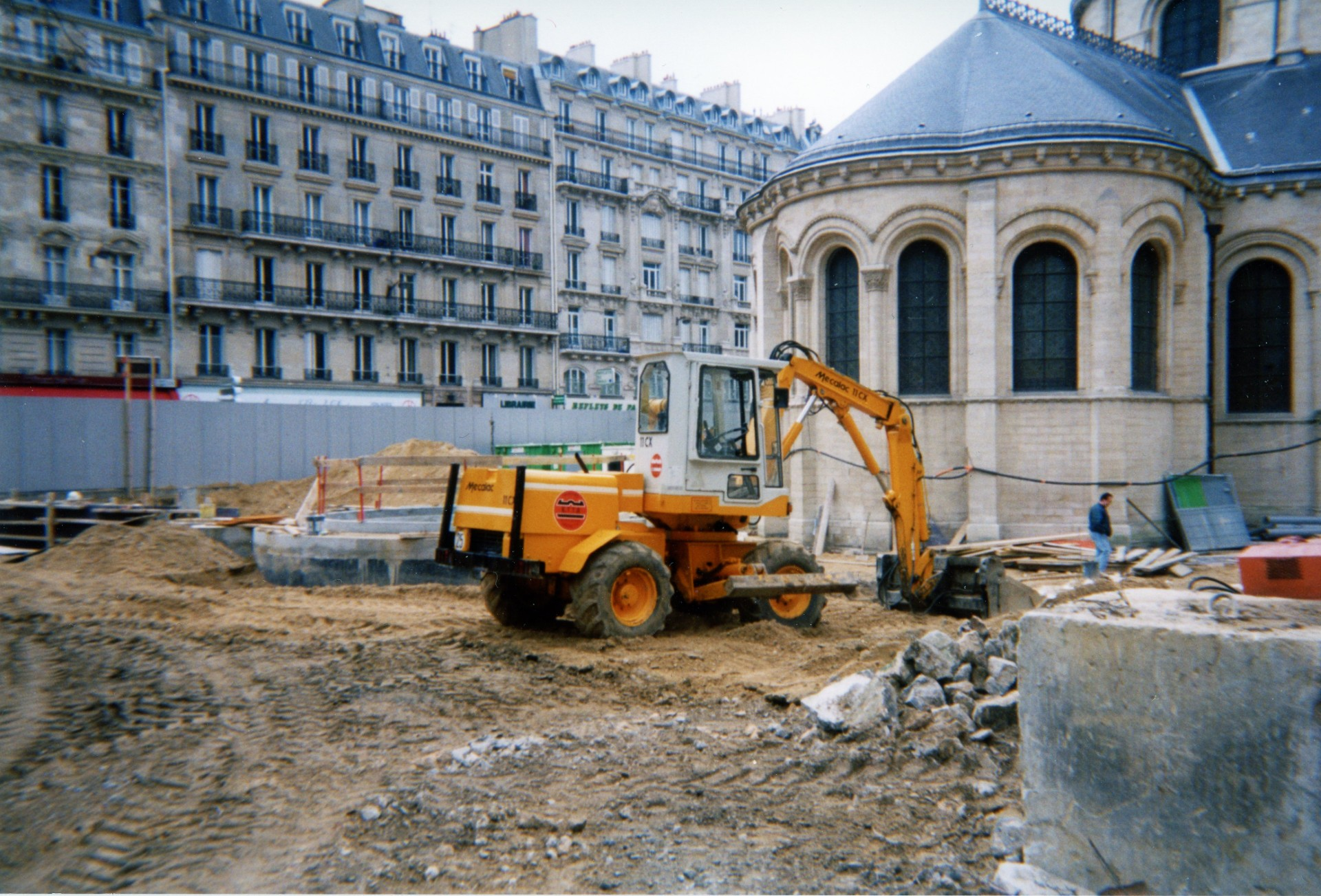
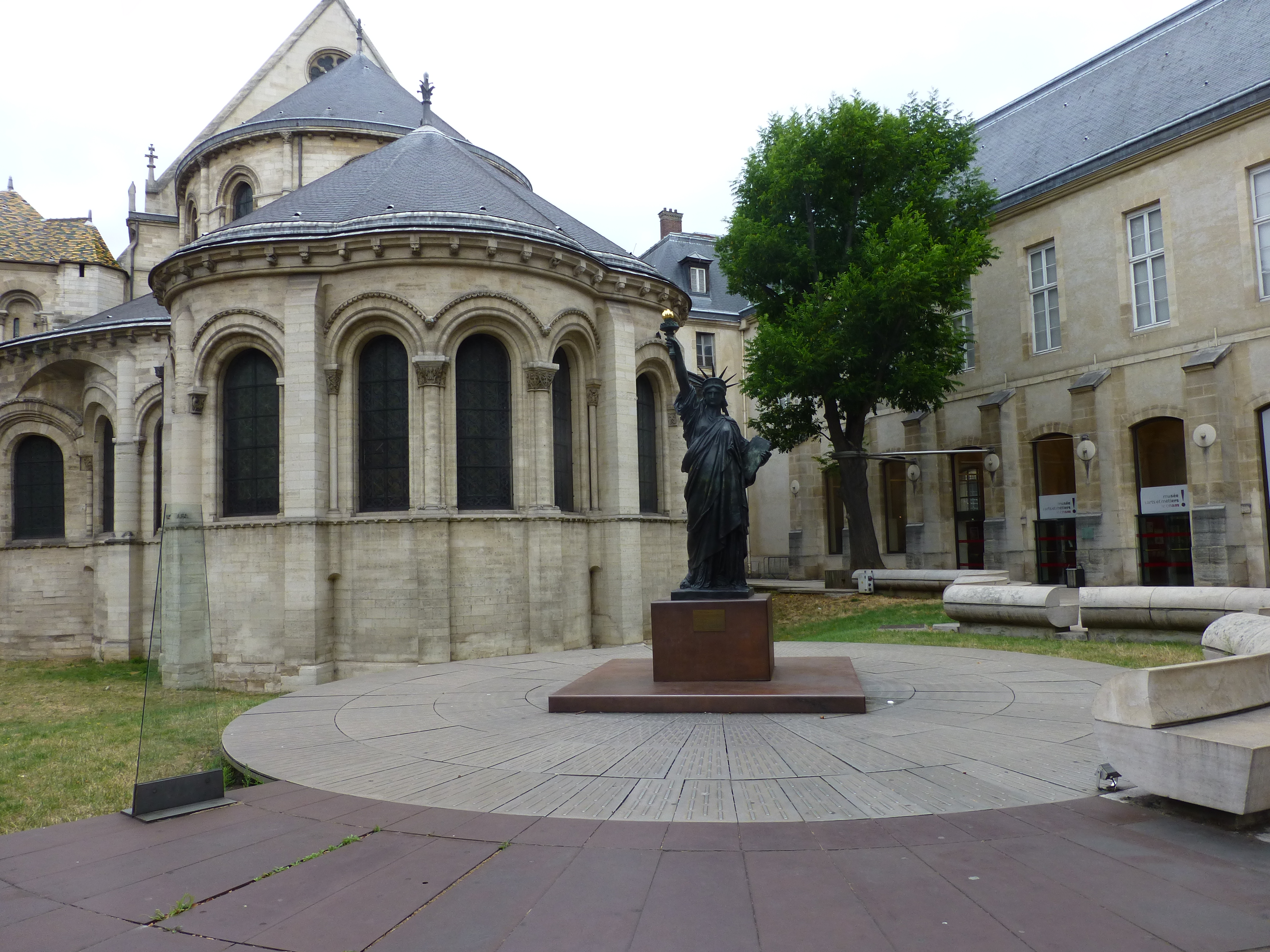

## Tradition
Vandermonde a donné son nom à la société secrète des élèves du Conservatoire national des arts et métiers.

## Dans la littérature

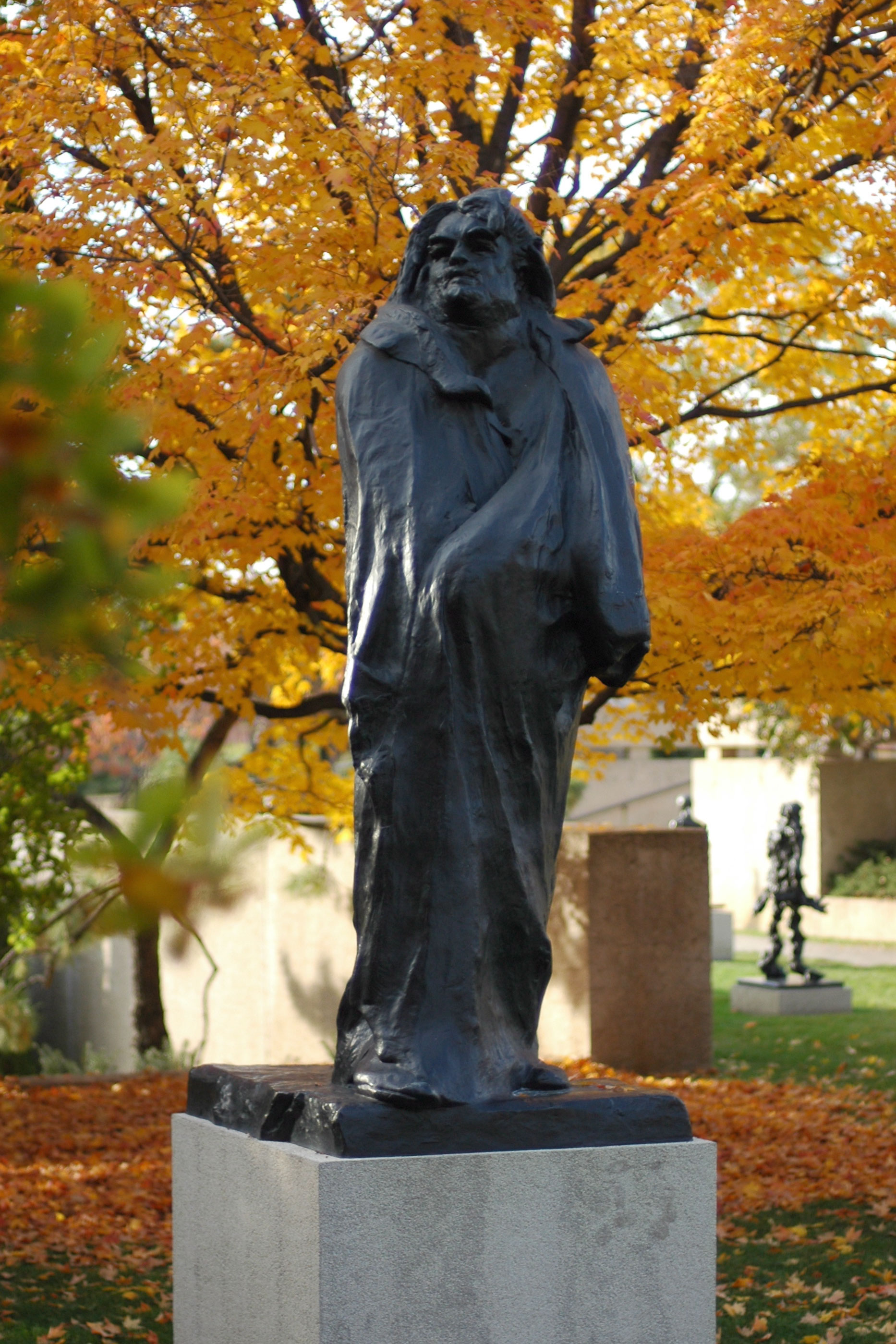
Balzac par Rodin.

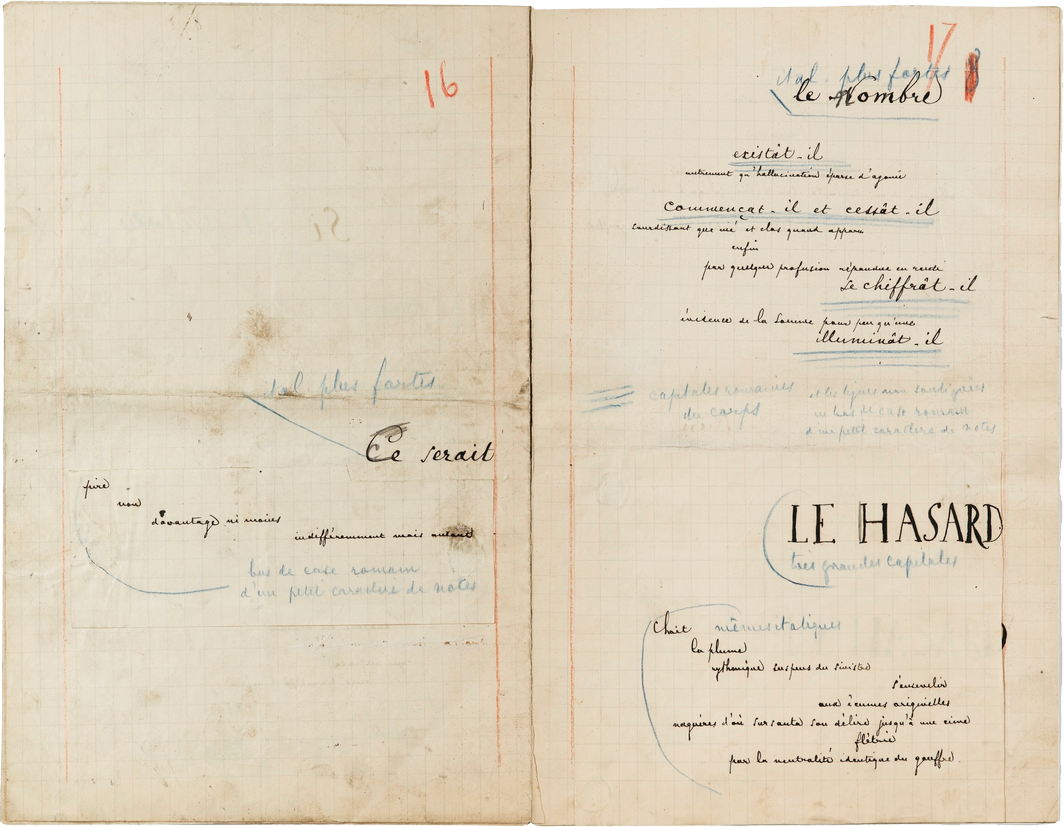
Deux pages manuscrites du poème de Stéphane Mallarmé Un coup de dé jamais n'abolira le hasard exposées au Conservatoire national des arts et métiers devant l'amphi Abbé-Grégoire à l'occasion du Time World 2021.

- Corrozet Gilles, La Fleur des antiquitez de la noble et triumphante ville et cité de Paris, 1532.
- François Colletet, Les tracas de Paris, ou la seconde partie de la Ville de Paris, en vers burlesque, 1666.
- Honoré de Balzac, La Comédie humaine, 1830-1856[71].
- Victor Hugo, Notre-Dame de Paris, 1831.
- Victor Hugo, Les misérables, 1862[72].
- Jules Michelet, La France devant l'Europe, 1871.
- Gustave Flaubert, Bouvard et Pécuchet, 1881[73].
- Guillaume Apollinaire, L'avion. Poème écrit en 1910 et publié à titre posthume par André Billy dans Apollinaire, 1947.
- Jean Giraudoux, Bella, 1926.
- Barjavel René, Ravages, 1943.
- Louis-Ferdinand Céline, Voyage au bout de la nuit, 1952.
- Michel Leiris, La Règle du jeu.II.Fourbis, 1955.
- Jules Romains, Hommes, médecins, machines, 1959.
- Elsa Triolet, L’Âme, 1963.
- Julien Green, Paris, 1983.
- Umberto Eco, Le pendule de Foucault, 1988.
- Maurice Blanchard,Débuter après la mort, 1977.
- Hector Bianciotti, Sans la miséricorde du Christ, 1985.
- August Strindberg, Nuits de somnambule par jours éveillés, 1990.
- Michel Butor, Icare à Paris ou les entrailles de l'ingénieur, 1992.

## Au cinéma
Les bâtiments parisiens servent régulièrement de décors pour le tournage de films ou séries télévisées, par exemple :
- 2002 : La Mémoire dans la peau, film de Doug Liman. Le bâtiment (no 192 rue Saint-Martin) figure une morgue.

## Réseau
Le Cnam porte cette triple ambition au sein de la collectivité grâce à son réseau, présent sur l'ensemble du territoire et à l'étranger :
- 150 centres de formation, en métropole et dans les DOM-TOM, regroupés autour de 28 centres régionaux ;
- plusieurs centres associés à l'étranger, par exemple au Liban (depuis 1970) et en Espagne (depuis 2002) ;
- 32 pays partenaires en Europe, au Maghreb, en Afrique, au Proche-Orient, en Asie, en Amérique latine.

### Spécificités du réseau en région

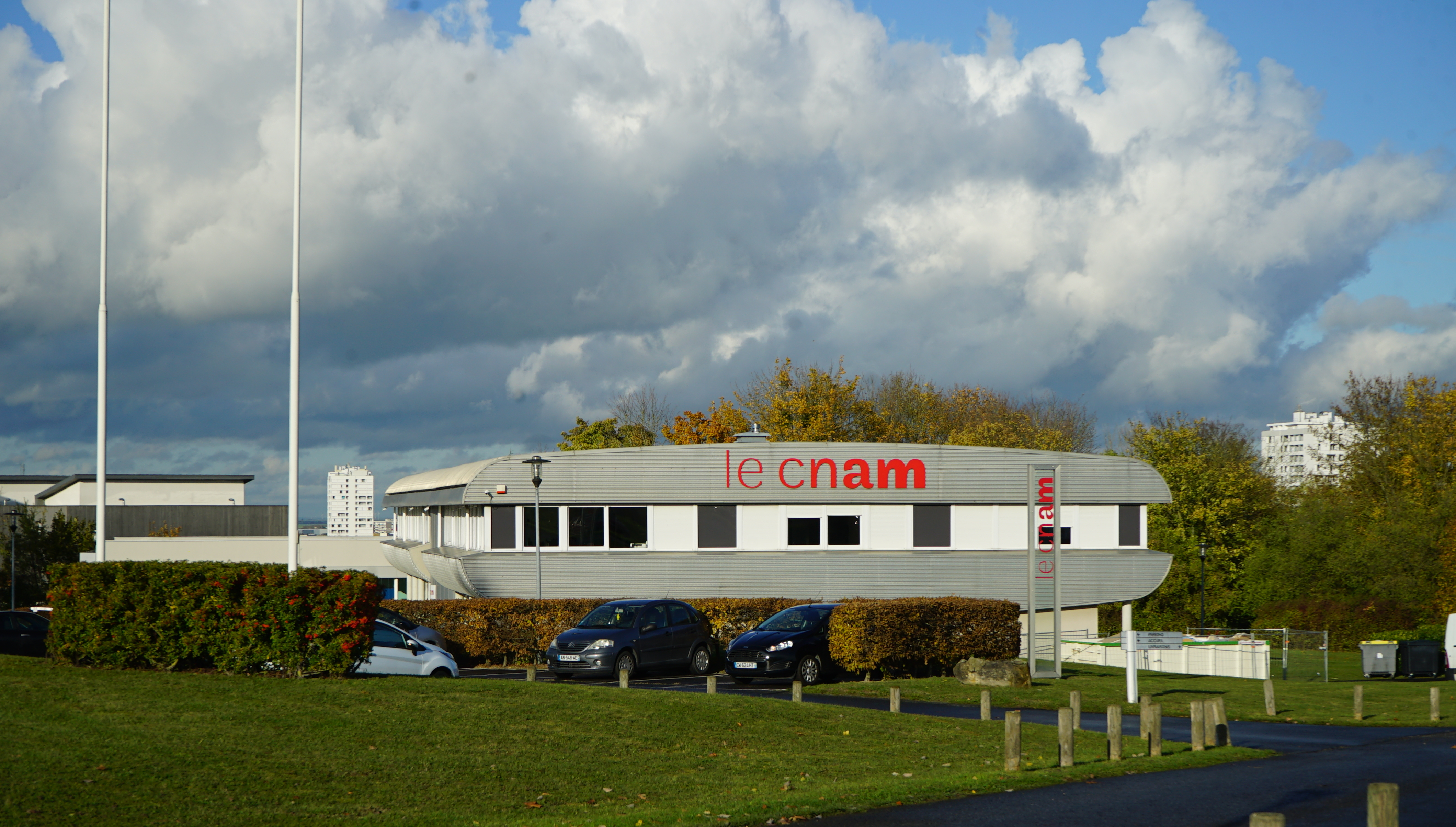
Le centre de Reims sur le campus Moulin de la Housse.

Le décret du 27 juillet 1952 a fixé le cadre pour la création de centres régionaux associés au CNAM avec pour objectif d'ouvrir l'accès aux savoirs du public le plus large. La première expérimentation aura lieu à Lille, suivie de Lyon en octobre 1953, puis de nombreux autres. Le nombre des auditeurs inscrits dans ces centres associés (CRA) passe de 1 800 dans 2 centres en 1953, à 51 700 dans 47 centres, 20 après en 1973 ; dépassant ainsi le nombre des inscrits au CNAM de Paris (page 44 de la référence).
Le support juridique de ces centres associés était très varié, pour la plupart des associations régies par la loi de 1901, créées par des industriels, universitaires ou personnalités locales. Ce paysage émietté a beaucoup évolué, en raison notamment de la mise en place des Régions, ayant des responsabilités dans la formation et la promotion sociale. Un décret de 1989 a précisé les effets de la régionalisation sur la structure du réseau des centres associés, avec comme conséquence le regroupement des centres par Région. En 2022, on trouve 13 centres associés en métropole et 7 outre-mer ; souvent implantés dans la capitale régionale, ils ont des centres de formation dans d'autres villes pour répondre au plus près à la demande. Par exemple, le centre CNAM-Pays de la Loire, dont le siège est à Nantes est implanté dans les chefs-lieux des 4 autres départements (Angers, Laval, Le Mans, La-Roche-sur-Yon) et pilote des centres de formations à Saint Nazaire, Cholet, etc.
Les CRA ont pour mission de déployer l'offre de formation du CNAM (éducation, culture, recherche) ; les moyens humains, techniques et financiers étant gérés par convention avec l'organisme public.
- plusieurs centres en province ont obtenu la certification de qualité ISO 9001, et récemment le centre proche de Genève en Suisse a obtenu le label EduQua, certification de qualité des organismes de formations suisses. L'antenne du Cnam-Léman pour le bassin lémanique est ainsi le premier établissement français à obtenir le précieux sésame, gage d'un échange transfrontalier engagé depuis 1970 ;
- les filières d'ingénieurs du Cnam ont été certifiées par l'organe d'accréditation de la Qualité suisse (OAQ) (par la CTI : Commission française des titres d'ingénieur) ;
- en province : les centres du Cnam et leurs antennes sont soutenues à plus de la moitié de leur budget par les fonds de la Promotion sociale et professionnelle, fonds alloués par les conseils régionaux dont la formation continue est l'une des attributions ;
- à Aix-en-Provence, le Cnam est hébergé par l'école nationale supérieure d'arts et métiers, au 2 cours des Arts et Métiers ;
- en Alsace, le Cnam Alsace déploie ses activités au bénéfice d'un millier d'auditeurs, dans 3 centres d'enseignements principaux : Strasbourg, Mulhouse et Colmar, et dans un centre situé en Allemagne (Darmstadt). Il œuvre pour la qualification et l’adaptation des compétences des salariés et demandeurs d’emploi dans le cadre de projets individuels ou d’entreprises (cours du soir ou du samedi, cours à distance) et pour la professionnalisation des jeunes dans le cadre de l’alternance.

Depuis octobre 2006, le Cnam en Rhône-Alpes propose — entre autres formations — une licence par alternance (apprentissage, contrat de professionnalisation, CIF, etc.) dans le domaine des énergies renouvelables : l'éolien et le photovoltaïque. Cette licence, dont plusieurs unités d'enseignement ont été développées en Rhône-Alpes, est accueillie dans le département de l'Ardèche, très précisément à Aubenas. Le centre d'enseignement du Cnam en Ardèche propose d'autres licences en alternance dans les domaines de la radioprotection, du génie civil (bois; bioclimatique), et des économies d'énergies. Depuis, le Cnam Auvergne-Rhône-Alpes s'articule autour de trois sites principaux : Lyon, Saint-Étienne et Grenoble.

## Centres à l'étranger
- Chine : Dongguan
- Côte d'Ivoire: Yamoussoukro
- Liban : Un réseau de 7 campus est fondé depuis 1971 pour desservir l'intégralité des régions libanaises.
- Madagascar
- Maroc